# Magyar–török háború (1521–26)
A magyar–török háború (1521–26) az Oszmán Birodalomnak a Magyar Királyság ellen vívott konfliktusa, melynek kimenetele döntő hatással lett a közép-európai térség sorsára nézve. A középkori magyar állam ebben a harcban bukott el, bár mellette állt még Csehország és a Német Birodalom is, valójában néhány segédhadon kívül komolyabb segítséget nem nyújtottak. A római egyházfő is mindössze néhány ezer zsoldost tudott biztosítani a harchoz. A magyar sereg által fejedelemnek megtett V. Radu havasalföldi vajda is megígérte a hadba szállást, de csak saját hatalmának megtartása érdekében harcolt a törökök ellen.
A katonai vereségnek számtalan oka volt, ezek közül is legtöbbnek a gyökerei évtizedekre visszamenőleg keresendők. A Mátyás királyt követő II. Ulászló hozzá nem értő kormányzása során az ország anarchia állapotába süllyedt. Az erősödő bárói csoportok megkaparintották a királyi regálékat és a vezető tisztségeket, amivel gyengítették a központi hatalmat. A hatalmaskodó urak saját vagyonukat igyekeztek minél jobban gyarapítani, s csoportjaik egymással is ellentétben álltak, gyakoriak voltak a fegyveres villongások, melyek a mohácsi vészig kitolódtak.
A nemesség görcsösen ragaszkodott előjogaihoz és nem volt hajlandó mozgatható sereg felállítására. Elhanyagolta a hadszervezetet, s a katonaság csupán rosszul szervezett bandériumokból állt, kiegészülve a közfelkeléssel, de ez még az oszmán-török hadsereg kevésbé képzett irreguláris erőivel (főleg az akindzsikkel szemben) sem tudta felvenni a harcot. Bizonyítja ezt az 1493. évi korbávföldi ütközet.
Magyarország katonai ütőképességét az 1514-es parasztháború is rontotta. A megtorló intézkedések az örökös jobbágyság kialakulását eredményezték.
A csökkenő jövedelmek és az örökös pénzhiány következtében még csak karbantartani sem tudták a végvárrendszert, amit a török hadsereg egyenként ostrom alá tudott venni, mivel a határszakaszokon is állomásoztattak mozgatható erőket, amelyek a szerb–bosnyák hódoltságból toborzott katonaságból is álltak. Ehhez társultak a hűbéres románok seregei (ebben a háborúban nem vettek részt) és a dunai és krími tatárok is, de ez utóbbiak is csak az 1540-es években vettek részt a magyarországi háborúkban.
A 15. század második felétől az Oszmán Birodalom tovább erősödött, s I. Szulejmán török szultán Nyugat-Európa meghódítását helyezte kilátásba. Az egyik nagyhatalom Franciaország Törökországgal igyekezett szövetségi viszonyt kialakítani, hogy ellenségeit a németeket és spanyolokat török fegyverekkel győzze le. Spanyolország ez időben szintén hadban állt az Oszmán Birodalommal.
Az oszmán hadigépezet megindult Magyarország meghódítására. 1526-ban a mohácsi síkon, a „magyar Rigóföldön” eldőlt az ország sorsa és elveszett a király. A trónt ezután a Habsburgok foglalták el, akiknek a német-birodalmi trón, sőt olykor a spanyol korona és több itáliai és holland terület is kezükben volt, ami esélyt kínált a török visszaszorítására. Ám a Habsburgok, minden erőfeszítésük ellenére, részben a protestantizmus terjedése, részben a Német-római Birodalom széttagoltsága, illetve a francia terjeszkedés miatt, még másfél évszázadig nem voltak képesek a török kiűzésére Közép-Európából.

## Előzmények
A magyar állam az oszmán-törökökkel a 14. század második felében ütközött meg először. Akkori uralkodónknak, I. Lajosnak nem volt aktív válasza az oszmán terjeszkedésre, még annak ellenére sem, hogy a török 1345-ben átlépte a Dardanellákat, igen gyorsan előretörve az egymással harcoló és központilag is gyenge államok területén, mint amilyen a Bizánci Birodalom volt. Támadásaik legfőképp azokat a területeket érintették, melyeket a magyar királyok már évszázadok óta hagyományosan hűbéreseiknek tekintettek. Lajost a Kádár-korszak történetírása hibáztatta, mert kezdettől fogva elhanyagolta a török veszélyt és inkább törődött a szerbek, bolgárok vagy havaselveiek hűbéri függésének kikényszerítésével, azonkívül az olaszok elleni hadjáratokkal. Napjainkban Lajos király török-politikája új, reálisabb értelmezést nyert. A király nem láthatta előre, hogy mekkora veszélyt rejt az Oszmán Birodalom előretörése, mert ekkor még korántsem mutatott komolyabb agressziót, s a hódításait rendszerint a Fekete- és a görög tengerek mellékén hajtotta végre, főleg Bulgária partjainál. Közvetlen török támadás az 1370-es évek közepéig nem érte Magyarországot, de még az első betörés sem volt túlzottan komoly.
A század végére, amikor az új magyar királyok, mint I. (Luxemburgi) Zsigmond komolyabb figyelmet szenteltek a török veszélynek, addigra a birodalom eléggé megerősödött ahhoz, hogy két ízben is jelentős győzelmet arasson a magyarokon, akik mögött kiterjedt és szemmel láthatóan erős szövetség állt (Nikápoly (1396); Várna (1444)). Azt, hogy a török megtörését a Magyar Királyság nem viheti egymaga keresztül, Mátyás király mérte fel a legjobban, ezért nem kergetett elérhetetlen álmokat, mint elődei, akik egyetlen hadjárattal próbálták elűzni a muszlim hódítókat Európából. Mátyásnak bár erős hadserege volt, de a király tisztában volt azzal, hogy ennek fenntartása tetemes anyagiakat emészt, ezért hiába a modern haderő, az Oszmán Birodalommal akkor is hosszú és kimerítő háborút kell vívni, ha meg akarja törni és a magyar hadtáp területek hamar kimerülnének, emiatt látta indokoltnak Mátyás Cseh- és Morvaország meghódítását, valamint a német császári cím elnyerését, mely hatalmas területekkel gyarapodva, Mátyás biztos hátországgal indulhat apja álma, a török kiűzésének megvalósítására. Történészek szerint a törökök féltek a fekete seregtől, de tulajdonképpen vártak arra, ha egyszer előbb vagy utóbb ez a katonai erő megsemmisül, vagy feloszlik, akkor elkezdhetik Magyarország tényleges meghódítását.

### Oszmán sikerek a Közel-Keleten és Afrikában
A törököket a 15. század végén még lekötötte a Perzsia és Egyiptom elleni háború, ami a 16. század elején is folytatódott. Ezen a területen e két állam volt az Oszmán Birodalom legfőbb riválisa, akiket végül sikeresen megtörtek a törökök és az egyiptomiakat szintén hűbéri függésbe vonták. Európa csak a Mamlúk Birodalom megdöntése után figyelt fel a közelgő oszmán-veszélyre, ezért került újból elő a keresztes háború eszméje, amelyet a szokottól eltérő módon próbáltak megvalósítani. Minthogy az Oszmán Birodalom rendkívül kitolta határait Európában, Ázsiában és Afrikában egyaránt, ezért célszerűbb volt több oldalról támadni a nagy államalakulatot, így már a 16. század elején kapcsolatokat kerestek Perzsiával. A perzsák indoeurópai népcsoportként teljesen különböztek a közép-ázsiai eredetű törököktől, ráadásul a vallásuk is más volt. Míg a törökök nagy része szunnita muszlim, addig a perzsák a radikális síita irányzatot követték. Perzsia érdekeit már régóta sértette a török terjeszkedés a Közel-Keleten és a Kaukázus területén, melynek következtében a törökök még az ország nyugati peremvidékeit is meghódították.
A pápától és a magyar királytól nem állt távol egy esetleges pápai–perzsa vagy magyar–perzsa szövetség megkötése, noha a síita muszlim irányzat sokkal agresszívabban viszonyult a kereszténységhez. Mindez megváltozott 1514. augusztus 23-án, amikor I. Szelim csapatai a csáldiráni ütközetben leverték I. Iszmáíl perzsa sah szafavida hadseregét. X. Leó pápa úgy vélte, hogy a vereség saját késedelmeskedéseiknek az oka volt. Fabrizio del Carretto a Rhodoszon uralkodó Johannita Lovagrend nagymestere nem így látta a helyzetet, szerinte a perzsák csáldiráni veresége nem több közönséges fiaskónál. A kontinens közhangulata is módfelett derűlátó volt, és senki sem vette komolyan Szelim szultán kérkedő leveleit.
A pápa 1515-ben újból felhívást tett a török elleni összefogásra, de Velence nem szándékozott szövetséget kötni Perzsiával, arra való hivatkozással, hogy 1513 októberében a portán békehosszabbítást eszközölt ki.
Habár a török megtehette volna már 1490 után is, hogy megrohanja és meghódítja Magyarországot, hisz a Mátyás által kiépített ország már nem volt olyan erős, s így itt volt a kínálkozó lehetőség. Azonban szerencsére a perzsiai és más ügyek jobban érdekelték a 15. század végének szultánjait, de az idő nem a magyaroknak dolgozott.

### Magyarország Mátyás király után
1490-ben elhunyt Mátyás király. Fia, Corvin János nem kapta meg a koronát, amelyre a lengyelek, a németek és a csehek is pályázták. Jagelló Ulászló Mátyás egykori vezéreinek, Kinizsi Pálnak és Báthory István erdélyi vajda segítségével megszerezte a trónt, leverte Corvin Jánost és elűzte a lengyeleket. Kinizsi Pál Mátyásnak köszönhette, hogy egyszerű délvidéki szerb kisnemesből báróvá emelkedhetett, bár ő maga soha nem érezte így, és Mátyással sem értettek mindenben egyet, ezért fordult szembe a király fiával.
Ulászló visszavont több, Mátyás által hozott rendelkezést, és kötelezettséget vállalt, hogy nem szedi be az egyforintos rendkívüli hadiadót, reformokat csak a rendek beleegyezésével vezet be, és állandóan kikéri véleményüket.
I. Miksa német királlyal és későbbi császárral egy olyan előnytelen békét kötött, amely egyebek között kimondta, ha nem lesz törvényes utódja, a magyar a korona Habsburgokra száll. Habár Ulászló a cseh és a lengyel trónt (ezekkel együtt Morvaországot és Litvániát) birtokolta, látszólag ellensúlyozhatta volna a Habsburgok hatalmát. A valóságban korántsem volt ez így, mert az államalakulatot megosztották a többfelé kialakult háborúk. Keleten a litvánok Moszkva ellen harcoltak, amelybe belépett a lengyel király is a Livóniában uralkodó Kardtestvérek rendje nevű középkori eredetű lovagrend segítségével, de az oroszokkal és a tatárokkal szemben így is több súlyos vereséget szenvedtek.
A magyaroknak a török fenyegetéssel gyűlt meg a bajuk. Az ellenség Mátyás király halála után 1492-ben megpróbálkozott Nándorfehérvár és Szörény ostromával, de Kinizsi Pál felmentő serege elűzte mindkét erősség alól az oszmánokat. 1494-ben a törökök ezúttal a vár őrségének azon részét próbálták megvesztegetni, akik az egykori fekete sereg zsoldosai voltak, de a király halála után elmaradt a fizetésük, ezért zúgolódni kezdtek. Kinizsi ébersége viszont ezúttal is meghiúsította ezt a tervet. Kinizsi még vezetett egy hadjáratot Szerbiába a törökök ellen, majd elhunyt. Őt követően a déli védvonalat már nem tudták szilárdan kézben tartani, sőt a helyzet évről-évről rosszabbodott, de a veszélyt ennek ellenére alig érzékelték, egyrészt mert az oszmán behatolások a déli peremterületeket sújtották mindössze. A továbbiakban a magyar sereg már nem volt képes eredményes támadó háborút vezetni, ahogy korábban Mátyás király alatt.

### Az ország anarchiába süllyedése
A magyarok és a csehek közti perszonálunió utóbbi félre nézve nagyon előnytelen volt, mert a török elleni védekezés céljából külön adót vetettek ki rá. De az éves jövedelem nem érte el az 1490 előttit (maximum 200 000 forintot), annyira volt legfeljebb elég, hogy a budai királyi palota fényét megőrizzék.
A király aligha ismerte az országot, bizonyítja mindezt, hogy Budán tartotta fenn székhelyét és állandóan országgyűléseket hívott össze. Az őt támogató bárókat nagy birtokokkal honorálta, ezzel azonban a királyi birtokok csökkentek, ami nem pusztán a királyi jövedelmek, hanem a király tekintélyének apadását is maga után vonta. Ulászló kénytelen volt kölcsönöket felvenni, ezekre fedezetként zálogot adott, azonkívül béreket és adómentességet adott egyes birtokosoknak. De a jövedelem nem nőtt semmilyen új intézkedés hatására sem és az államháztartás sok pénzt nyelt el.
Ulászlónak emellett saját költségén kellett megvédeni az országot a töröktől, külországi hadjáratokra nem kötelezhette a nemességet. Azok a birtokosok, akikre katonaállítást róttak ki, sok esetben maguk címén szedték be az adót, hogy fegyveres erőiket tartsák fönn.
Ebben az állapotban a fekete sereget nem tarthatták fenn. Az erőket a Délvidékre (részben a mai Vajdaságba) irányították a török ellen, de mivel a zsold nem volt, ezért a katonák rabolni és fosztogatni kényszerültek, elviselhetetlen szenvedést zúdítva délvidéki szerb és magyar lakosokra. Kinizsi sereggel vonult ellenük, akit a szenvedő délvidéki parasztok is segítették, s a lázadozó fekete sereget Halászfalvánál szétverte. A csatát a Száva másik oldaláról a törökök is végignézték.
A vezető tisztségeket főurak és főpapok kapták meg, akik hatalmukat arra használták fel, hogy olykor egymás rovására meggazdagodjanak. Jelentős szerepet játszott az ország irányításában Bakócz Tamás esztergomi érsek, akit Mátyás emelt ki a jobbágyi sorból, hogy ne csak az előkelő osztályra támaszkodjon, amit Európa szerte már több uralkodó megbízhatatlannak talált.
A tehetséges Bakócz nem tudta eredményesen képviselni a királyt, mert hatalmát meg kellett osztania mással. Az országgyűlés és a királyi tanácsadó testület sokkal erősebb volt, főnemesi tagjait nem érdekelte a török-veszély. A király távollétében a nádor vezette az országot, akit viszont az országgyűlés választott meg.
A 16. század elejére világossá váló összeomlás a köz- és kisnemeseket lépésre késztetett, de néhány főúrt is aggasztott mindez. A köznemesség az 1505-ös rákosi országgyűlésen megfogalmazta az úgynevezett rákosi végzést, amelyben egyértelműen az idegen uralkodót tette felelőssé az ország hanyatlásáért és kimondták, hogy többé idegen királyt nem választanak, csakis magyar főúr sorából valót.
Nagyon hasonló volt a helyzet Lengyelországban, ahol már korábban a szlachta alaposan korlátok közé kötötte a királyi hatalmat, jelezve a rendiség megerősödését.

### A török elleni védekezés
| Térkép: Az Oszmán Birodalom terjeszkedése 1481–1683 között |
| ---------------------------------------------------------- |
|                                                            |

A fekete sereg megsemmisülése után az országnak nem volt mozgó hadereje, míg az oszmán hadsereg akindzsi egységei rendszeresen betörtek a déli területekre és Horvátországba, egyszer-egyszer Stájerországot és Krajnát is elérve. Állandóan napirenden volt a haderő-reform kérdése, amelyben 1498-ban döntés született. Törvény mondta ki, hogy tizenegy megyében 24 jobbágyportánként egy könnyűlovast, 36 portánként pedig egy vasas lovast kellett kiállítani. Az egyház hétezer nehézlovassal tartozott és negyvenegy bárónak is meg volt szabva mennyi katonával köteles bevonulni. Az ebből összeálló reguláris haderő a nemesi felkeléssel, szükség esetén a közfelkeléssel bővült volna ki. 1500-ra teljesen visszatértek a banderiális a hadszervezetre.

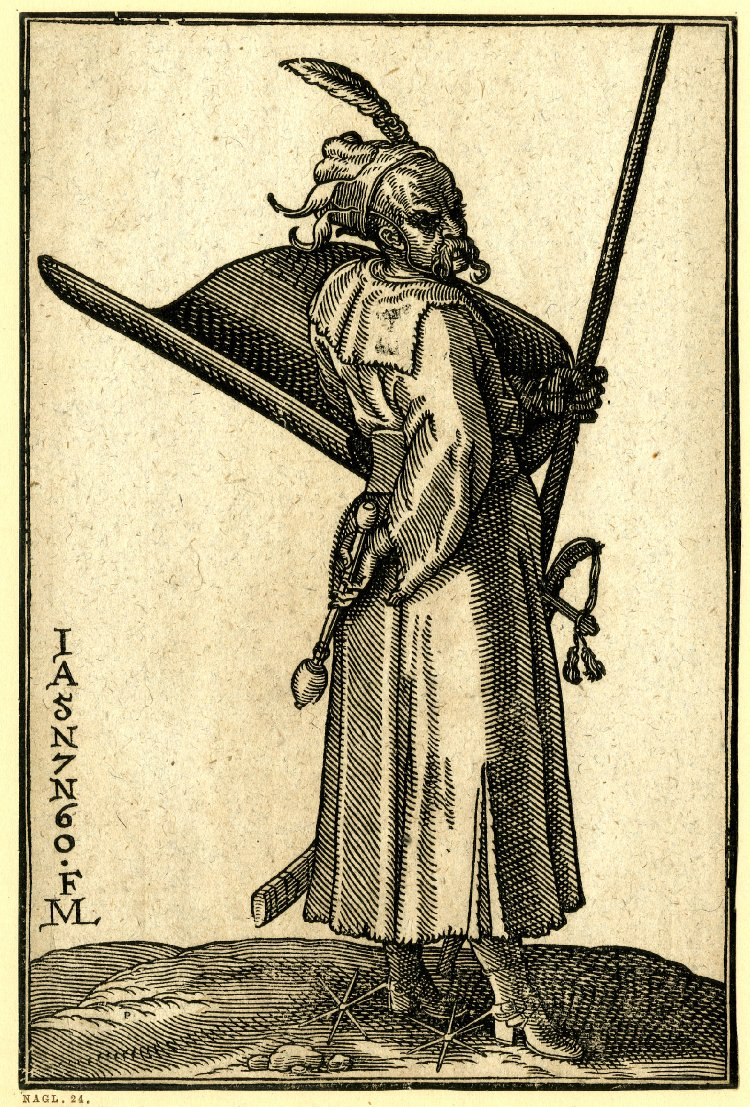
Török katona, Melchior Lorck metszete (1580)

A nemesi felkelést azonban már több mint egy évszázaddal korábban Zsigmond király elavultnak ítélte és megkezdte az átformálását.
A bandériumok képzettség mellett felszerelésben is rosszul álltak. Korabeli jelentések szerint az egyik hadszemlén számos lovas nem rendelkezett fegyverrel és páncéllal. A felszerelés hiányosságai mellett maguk a fegyverek is nagyon rossz állapotban voltak és ezáltal a harcokban igen könnyen tönkrementek. A katonaság ellátása ugyancsak mélyponton állt. Ám még a megszabott számú katonát sem tudták soha kiállítani, mivel az az egyes egyházmegyék teljes püspöki jövedelmét felemésztette volna.
A végeken 1514-ben körülbelül 7500 katona tartózkodott, de csak akkor kaptak zsoldot, ha háború volt. Békeidőben ún. „készenléti pénz”-t fizettek nekik, amely részben takarékossági célokat szolgált. A várak tüzérsége szintén elavult, falai omladoztak, emiatt aligha bírhatták volna az új, nagy kaliberű ágyúk tüzét.
Ulászló két ízben harcolt a törökök ellen (1491–95; 1500–04). A keresztény világban tovább élt a török elleni nagy „támadó hadjárat,” ami nem sok realitást tartalmazott már. A háborút sürgető országok a feladat nehezét gyakorta a magyarok vállára akarták helyezni és az elképzelés megvalósítására sem adtak megfelelő segítséget soha. Mátyás is jól látta, hogy Magyarország egymaga nem képes legyűrni az egyre kiterjedtebb birodalmat, de nem is törekedett arra, hogy jobb belátásra bírja a többi országot. Ezért törekedett Csehország és Németország megszerzésére, hogy saját vezetése egy biztos hátországot teremtsen velük, s ha nem is ő, hanem utódja elindul a török kiűzésére.
Az oszmán-törökök megtörését célzó „egyetlen hadjárat” elképzelését a pápa, a Velencei Köztársaság és a francia király szavakkal támogatta, érdemben most sem cselekedtek az ügyért semmit.
1516-ban, miután a noyoni békeszerződés lezárta a cambrai-i liga negyedik, utolsó háborúját Itáliában, I. Miksa ismét felelevenítette a keresztes hadjárat ügyét, de ezt 1519-ben bekövetkezett halála megakadályozta.

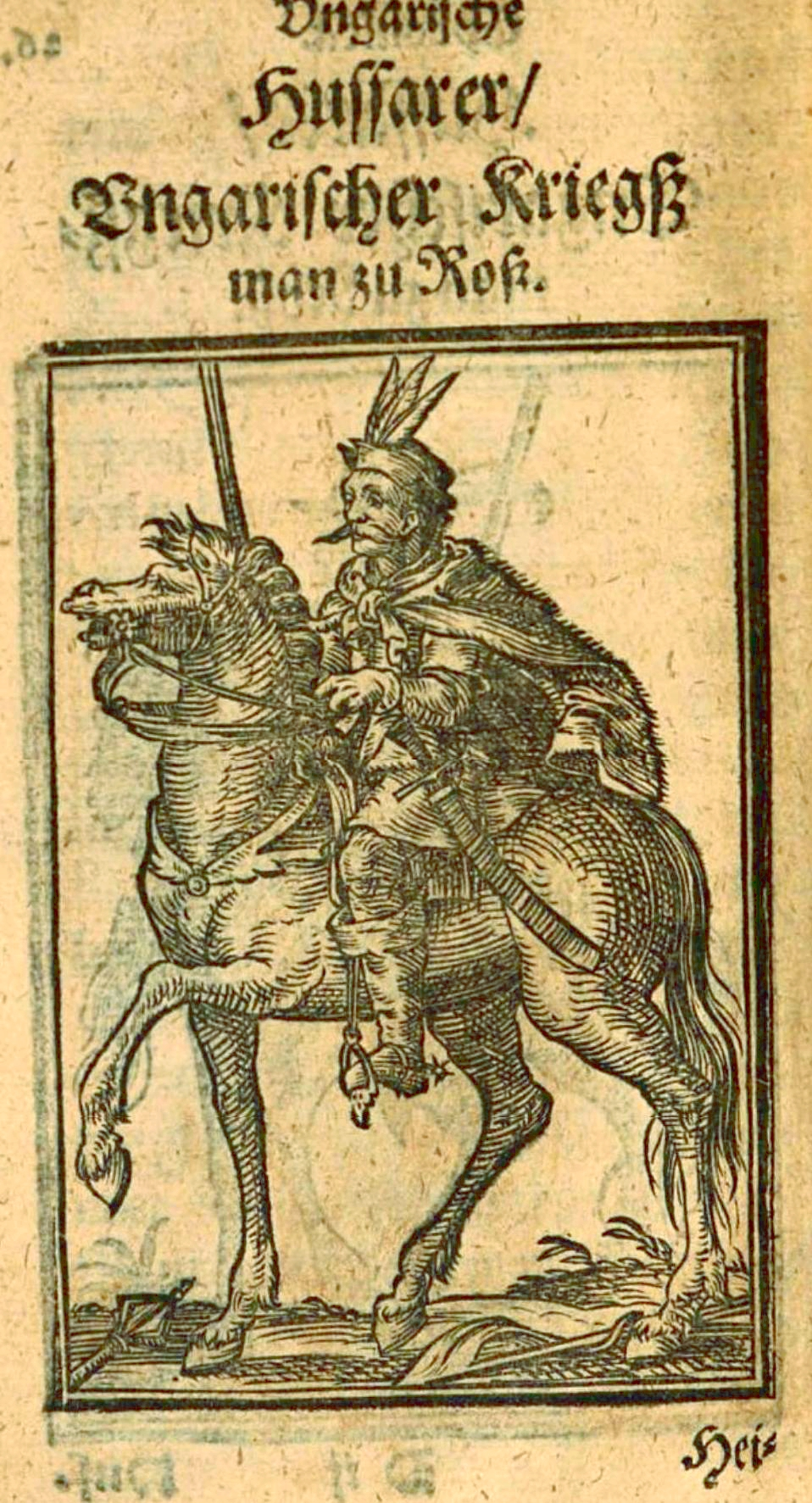
Magyar lovaskatona. Illusztráció Wilhelm Dilich Ungarische Chronica művéből (1606)

Ulászló békét kötött II. Bajazid szultánnal, aki általában véve békés természetű volt, noha számos országgal háborúba keveredett uralkodása során. 1509-ben az Indiai-óceánon Portugália ellen, utódja I. Szelim szultán 1519-ben a Földközi-tengeren, Itáliában és Észak-Afrikában Spanyolország és Nápoly ellen bonyolódott fegyveres konfliktusokba.
Mivel Magyarország politikai vezetői elodázták a török kérdést, várható volt, ha egyszer a hatalmas hadigépezet megindul, és egyszerre ostrom alá veszi az összes déli végvárat, akkor aligha tudják a felmentésüket megszervezni és elkezdeni.
Kialakulóban volt a német Habsburgok és francia Valois-k közti viszálykodás, amely később a Habsburg–Bourbon vetélkedéssel folytatódott. I. Ferenc francia király Itália területére szándékozta kiterjeszteni uralmát. A konfliktusba bekapcsolódtak a spanyol, a német és a velencei uralkodók, sőt a pápa is, így a külföldi államok mást nem tehettek, mint hogy ígéretekkel áltatták a magyar uralkodót.
Közben kiéleződött a viszály Ulászló és Miksa között a rákosi országgyűlés 1505-ös határozata miatt. 1506-ban a királynak fia született, aki számára be akarta biztosítani a magyar és a cseh trónt, míg a lengyel korona II. Zsigmond Ágostra szállt. Zsigmond segítségével Bécsben egy Habsburg–Jagelló házassági szerződés született, ennek értelmében Lajost eljegyezték Miksa leányunokájával, Habsburg Máriával, míg Miksa fiúunokája, a későbbi I. Ferdinánd feleségül kapta Jagelló Annát. A szerződés szerint ha Ulászló fia Lajos utód nélkül hunyna el, a magyar trónt a Habsburgok öröklik.
Ulászló utolsó éveit beárnyékolta a Dózsa György vezette parasztháború. Mindez azzal kezdődött, hogy Bakócz Tamás az oszmánok elleni nagy háború megvalósítása céljából megpróbálta elnyerni a pápaságot. Egyetlen szavazat különbséggel végül a X. Leó néven trónra lépő Giovanni di Lorenzo de’ Medici győzött, aki inkább a katolikus székhely, Róma reneszánsz átépítését szorgalmazta a török elleni harc helyett.
Bakócz „kárpótlásul” egy keresztes hadsereg toborzására kapott pápai engedélyt. Mind Bakócz, mind Leó pápa szeme előtt egy olyan csalóka kép lebegett, amely egy hatalmas törökellenes európai koalíciót látott kibontakozni, ez Havasalföld, Moszkva, Dánia, Raguza, Magyarország, Svédország, Lengyelország, Csehország, Norvégia és a Német Lovagrend szövetségéből állt volna. De az összegyűlő magyar keresztes had csak parasztokból állt, abban az időben, amikor vita dúlt a jobbágyság jogainak kiszélesítéséről. Ezt egyes nemesi csoportok támogatták, mert gazdaságilag nagyon előnyösnek mutatkozott, míg a másik részük hevesen ellenezte, attól tartva, hogy idővel teljesen elvesztik jobbágyaikat, ezzel jövedelemforrásukat is. Az urak állandó akadékoskodásai miatt nem csoda, hogy a parasztok a török helyett a nemesség ellen fordultak. Az ország nagy részére kiterjedő harchoz csatlakoztak a szlovák, szerb és román parasztok is, de végül vereséget szenvedtek, szörnyű pusztításuknak nagy ára lett, mert a főnemesség bosszúból elvette szabad költözködési jogukat, azaz röghöz kötötte őket. Emelkedtek az adóterhek és a kiszipolyozás, s a rendelettel mást nem értek el, mint hogy megsokszorozták a parasztság nyomorát és az ország gazdasági fejlődését is gátolták, ami újabb rossz kihatással lett a török háborúban Magyarországra nézve.
A jobbágyság termelőerejének csökkenése következtében kicsi volt a bevétel, amelyet szinte elemésztett a birtokigazgatás költsége is. Az 1510-es években Németországban jelentkező gazdasági válság jelei nálunk is megmutatkoztak. Ezek együttesen katasztrofálisan hatottak a városfejlődésre. A magas adók terhei egyértelműen a jobbágyokat sújtották, ez a jobbágyok számának – ezzel az adóalapnak – csökkenéséhez vezetett.
Apadt az ország tekintélye. Míg korábban a török követek rendszeresen keresték fel a magyar királyi udvart, még Mátyás halála után is két évtizedig, most a magyar követségeknek kellett gyakorta Konstantinápolyba utazniuk, hogy legalább a béke fenntartását kieszközöljék. A kapcsolatok annyira meggyengültek a két állam között, hogy Magyarországon egyre kevesebbet tudtak a törököknél történt eseményekről, így nem voltak túlzottan tájékozottak akár egy nagyobb hadjárat előkészületeiről sem.
A törökök ellen szövetségesként ekkor már szóba került a feltörekvő Moszkva. 1502. szeptember 2-án II. Ulászló III. Iván orosz cárnak tett javaslatot arra, hogy Magyarország és Moszkva együtt támadja meg a törököket és a tatárokat. A törökellenes moszkovita-magyar szövetséget nem kötötték meg, mert az orosz cár háborúban állt Litvániával és később a lengyelekkel, s a kardtestvérekkel.

#### A magyar végvárak
A déli végeken a magyar-oszmán összecsapásokat már 1466 óta állóháború jellemezte. 1465-re befejeződött a Balkán felosztása és a korábbi független államok közül (a román fejedelmeket leszámítva) már egyetlen sem állt, gyakorlatilag mind magyar vagy oszmán-török uralom alá jutottak.
Mátyás a törököktől megszerezte a mai Bosznia-Hercegovina északi felét, s ettől kezdve csakis védelemre rendezkedett be. Határait ekkor még hathatósan védelmezte az ország, de Mátyás halála után már a védelem is aggályossá vált.

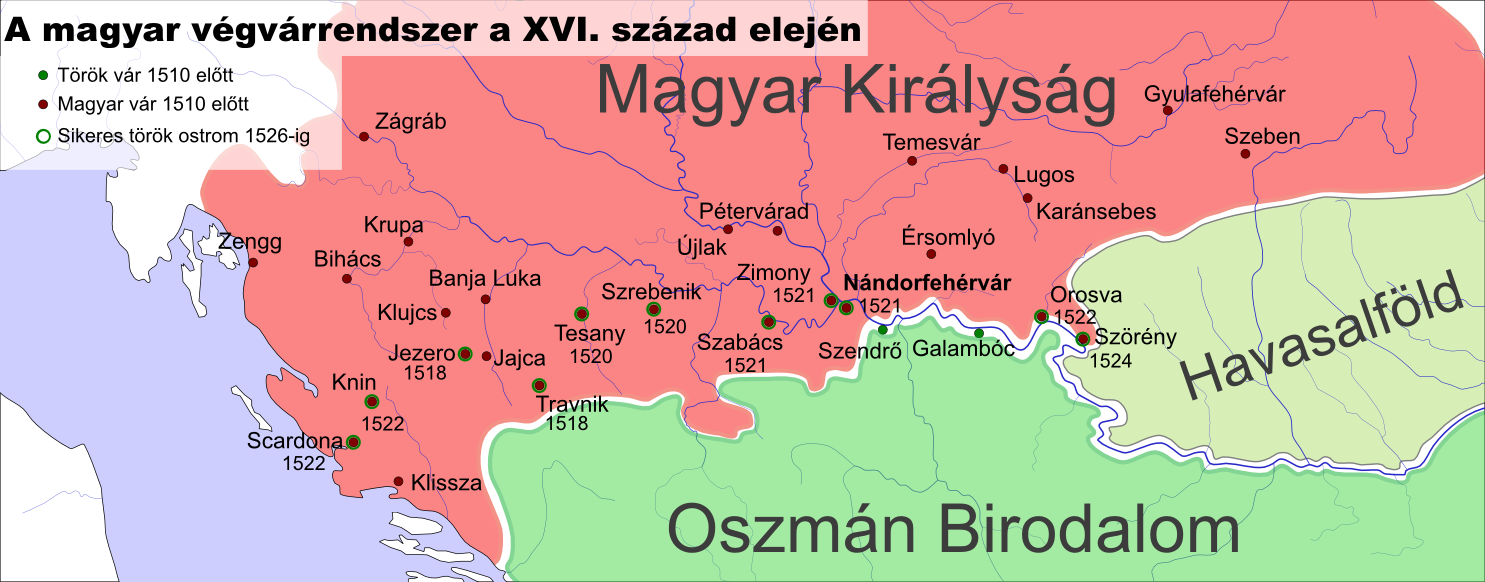
A déli végvár vonal és összeomlása 1518 és 1526 között

A déli határt, amely nem rendelkezett természetes, védhető helyekkel, a 15. század óta várakkal erősítették. A végvárak rendszere két egymással párhuzamosan futó vonalból állt, melyek mögött határvédő elemek helyezkedtek el. Az első szakasz Szörény–Orsova–Nándorfehérvár–Szabács–Szreberniki bánság–Banja Luka–Jajca–Tinnin (Knin)–Klissza–Szkardona vonalon, a második Temesvár–Karánsebes–Lugos–Szerémség–Dubica–Krupa–Otosác–Zengg vonalig húzódott.
A végvárrendszer, tekintve, hogy nem sűrű, közvetlenül egymás mellett álló várrendszerből állt, nem tudta megakadályozni, hogy török csapatok behatoljanak az ország területére, viszont keveseknek sikerült zsákmányukkal hazajutniuk. Legjobb példája ennek az 1479. évi támadás, amikor Kinizsi a kenyérmezei ütközetben gyakorlatilag teljesen megsemmisített egy portyázó sereget. A végvári katonaság főleg rugalmas, aktív védelemre volt berendezkedve és ebben nagy szerep jutott az ellenséges támadások megtorlásának és az ellenséges terület elpusztításának, amibe főleg a javak és élelmiszerek, illetve élelmiszertermő földek (szántók, búzakévék és keresztek) megsemmisítése tartozott, hogy a török fősereg ne találjon élelmet, ha a határhoz ér. Továbbá felderítették és kivédték ilyen támadással a török betöréseket. A védekezésben így igen jártassá vált végvidéki katonaság tarthatta volna a frontvonalat délen, de a várak rossz állapota, silány ellátása és elavult fegyverzete csökkentették az eredményes védekezés lehetőségét.
A katonaság nem kizárólag magyarokból, vagy horvátokból, esetleg zsoldosokból tevődött össze. A köztes területek védelmére igen nagy számban voltak letelepítve (sok esetben kényszerrel) rácok. Horvátország védelme a birtokaikon keresztül érintett, a kincstár által zsolddal is támogatott főurak feladata volt. A hosszában és mélységében egyaránt tagolt határövezetet délen-délkeleten a macsói bán, a temesi ispán, a horvát-szlavón bán (e három tisztséget 1466-tól egy személy töltötte be) és az erdélyi vajda védte.
Míg a Nándorfehérvár mögötti területek viszonylag védve voltak, a nyugati bosnyák-horvát határszakasz könnyebben átjárható volt, és a törökök végigdúlhatták Horvátországot, de még Krajna, Stájerország és Karintia területét is elérték. Mátyás idején a támadásokat még jelentősen viszonozni tudták, Ulászló uralkodása alatt azonban már kevéssé, leszámítva a korábbi 1500–04-es háborút, amikor a magyar hadak részben Corvin János vezérletével mélyen behatoltak Bosznia és Bulgária területére.
A magyar hadsereg várostromokkal viszont ekkor már nem kísérletezett és azelőtt is csak ritkán, ezek közül két fontos foglalás volt: Jajcáé és Szörényé. A határmenti összecsapások jobban kedveztek a törököknek, mert nekik nagyobb volt a katonai létszámuk, s a magyar benyomulásokat Szerbiába, vagy akár Bulgáriába a hatalmas mamut-birodalom meg sem érezte.
Mátyás ideje alatt is nehezen finanszírozták ezeket a háborúkat, noha egy időben magyar kézben volt Morvaország és Szilézia.
A Délvidéken állandósuló török betörések miatt Dél-Magyarország népessége teljesen kipusztult, de a szomszédos Észak-Szerbia, vagy Bosznia is hasonlóan elnéptelenedtek a végvári katonák által vezetett bosszúhadjáratok miatt.

### Kis háború

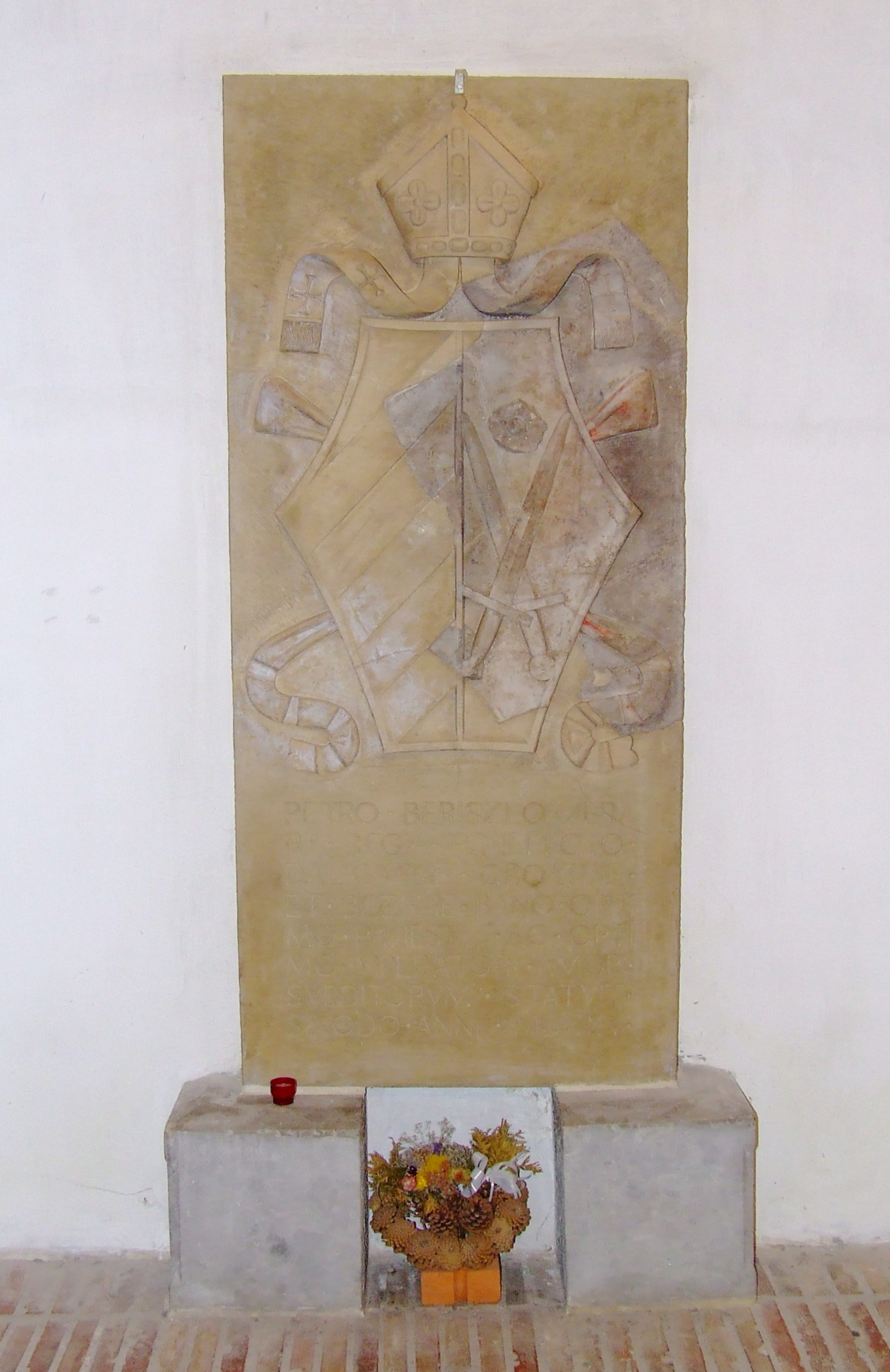
Beriszló Péter sírköve a Szent Mihály-székesegyházban, Veszprémben

1512-től 1520-ig a déli végeken, elsősorban Horvátországban egyfajta kis háború zajlott a törökökkel, melyet lényegében a horvát csapatok vívtak. Itt jelentkeztek a válságjelek először. Az 1493-ban elszenvedett nagy horvát vereséget követően a háború nyolc esztendeje alatt három fontos összecsapást kell megemlíteni. Az első a dubicai csata 1513-ban, a másik Jajca ostroma 1517-ben és a harmadik a korenicai csata 1520-ban. Mindhárom a keresztények győzelmét hozta, de igazi stratégiai győzelmet nem arattak vele, mert a török támadások Bosznia és Horvátország ellen nem szűntek meg.
Ezt megelőzően Corvin János a korábbi betörések viszonzásaképpen Hercegovinában és Boszniában hajtott végre nagy haditetteket. További érdemeket szerzett Beriszló Péter bán is, de számára igen sok fejtörést okozott Jajca megerősítése, amely „Horvátország Nándorfehérvára” volt, s 1510-ben is kiállt egy heves ostromot, míg a török csapatok más várak elfoglalásával (így Knin és Klissza) is foglalatoskodtak, igaz nem jártak sikerrel.
1515-ben Szapolyai János erdélyi vajda és Báthori István nádor megpróbálták Zsarnót elfoglalni, de kudarcot vallottak.
Havasalföld vajdái, bár többször próbáltak közeledni a magyar királyhoz, de a hűségük addig tartott rendszerint, amíg be nem következett a nagyobb török támadás. Ebben a helyzetben még az volt a szerencse, ha a román seregek nem csatlakoztak a törökökhöz, növelve annak amúgy is óriási túlerejét.
Moldva kemény harcokat folytatott a törökökkel III. István idején, alkalmasabb szövetségesnek mutatkozva, de itt részben a magyarok (és a lengyelek) hibája miatt nem sikerült elkerülni a török függést, ugyanis Mátyás király és IV. Kázmér lengyel király megvonta a támogatást az országtól.
Az 1510-es évek végén minden jel arra mutatott, hogy az elért látványos hadi sikerek ellenére a török nyerte a határháborút, az erőviszonyok neki kedveztek, ez előrevetítette, hogy előbb-utóbb letarolja Magyarországot is.
A Bajazidot váltó I. Szelim rendkívül agresszívnek mutatkozott, de mégsem tudott komolyabb figyelmet fordítani a Magyarország és Spanyolország elleni harcokra. Annál inkább a síita-szunnita összecsapások kötötték le, így a magyar királlyal fegyverszünetre törekedett, vagy határmenti akciókkal próbálta a vitát eldönteni, mint amilyen a kis háború volt. Szelim szándékozott európai hadjáratra indulni, de uralkodása alatt erre sosem kínálkozott alkalom.
1515-ben hároméves tűzszüneti javaslatot terjesztettek be, amit 1516-ban egy évre, 1517-ben három évre hosszabbítottak meg. 1519-ben Szelim halála előtt nem sokkal létrejött egy hároméves egyezmény, mely aztán nem tartott sokáig. Ennek fő közbenjárója a lengyel király volt.

## II. Lajos uralkodása
1516-ban elhunyt II. Ulászló és anarchiába süllyedt országát fiára, a tízesztendős II. Lajosra hagyta. Az ifjú királyt már 1508-ban magyar, egy évvel később cseh királlyá koronázták, hogy ne merüljön fel komolyabb probléma apja halála után.
Mivel még kiskorú volt, régensre volt szükség. Némi pártviszály után a kormányzást egy király mellé rendelt 28 tagú testületre bízták.

### Lajos kísérlete hatalma megerősítésére
II. Lajos XXXVI. magyar király 1516–1526. ki még atyja életében 1506. cseh királlyá, 1508. pedig magyar királlyá koronáztatott volt. - II. Ulászló holta után 1516. trónusra ülvén, a' budai országgyűlés azt határozá, hogy a' 10 éves király maga uralkodjék a' kormánytanács segedelmével, személyére 's nevelésére pedig különösen Brandenburgi György, II. Ulaszló húga fia, és Bornemissza János viseljenek gondot; az első azonban mindennemű multaságban, vigalomban, hangászok, játékosok, alakosok időtöltéseiben tölteté a' nevendék királlyal kedvét, a' nemzet nagy kárára komolyabb foglalkozás, és tanulás elmellőzésével.

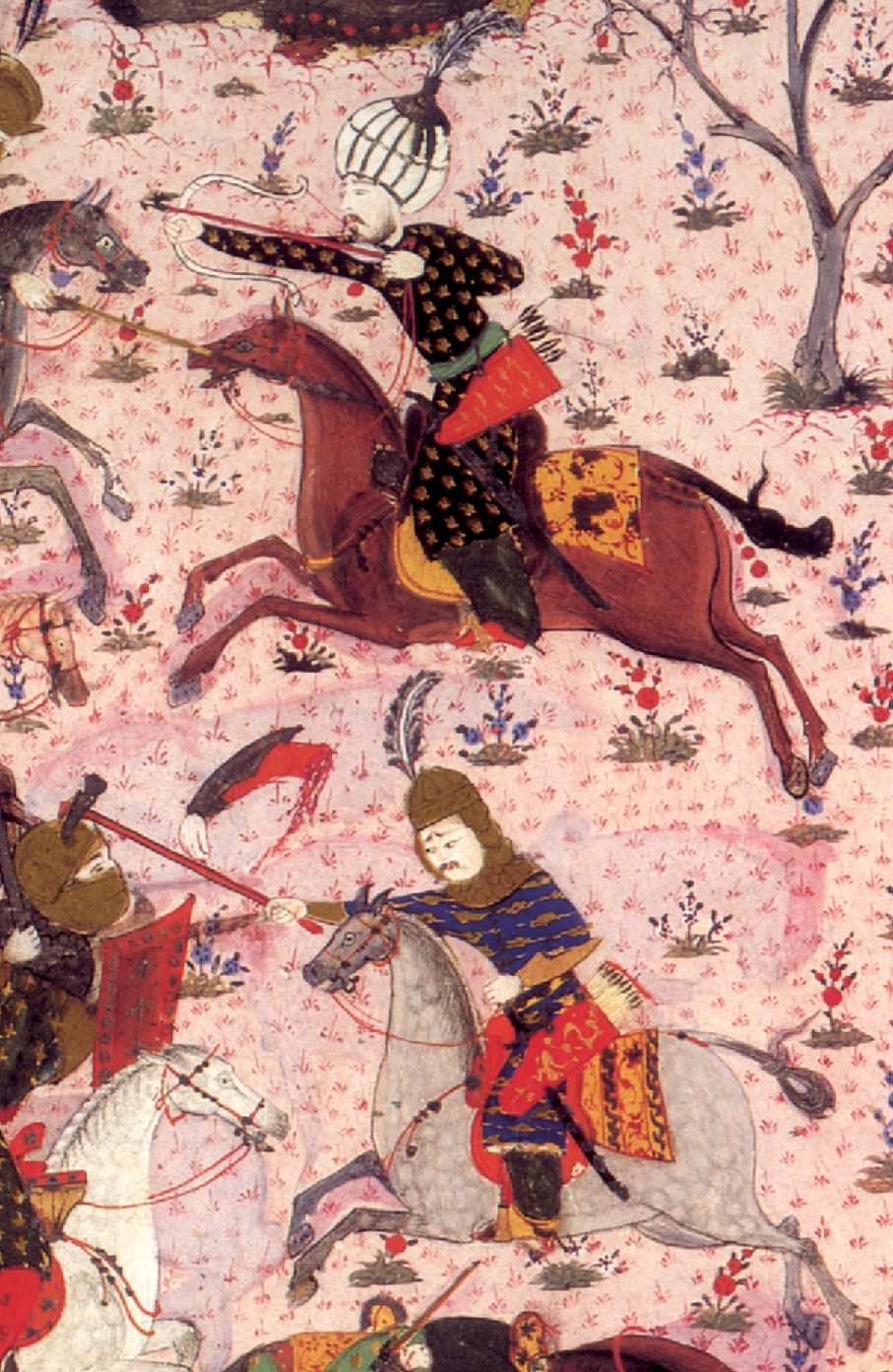
Egy akindzsi-bég ábrázolása 16. századi török miniatúrán

A kiéleződő viták nemcsak Bakóczot és Beriszlót jellemezték, több úr is ragadott már egymás ellen fegyvert. Ebben a feszült légkörben, 1518-ban került sor újabb országgyűlésre, ahol a király újra be akarta vezetni az egyforintos rendkívüli hadiadót, de a köznemesség ezt ellenezte, nem akarván a parasztokat terhelni. Ehelyett félforintos adó kivetését célozták meg, amennyiben a gyűlésen jelenlevő nemesek esküvel köteleznék magukat a végzések betartására. Mivel a főurak nem voltak erre hajlandók, a köznemesség Tolnán ült össze. A rákosi gyűlés bandériumok felállítását szavazta meg a végvári katonaság pótlására és kizárták a tanácsból a köznemességet.
A következő országgyűlés már a védelem kiépítését helyezte kilátásba. Rendeletben parancsolták meg a nemesi és a megyei bandériumok irányítását a déli végekbe, míg a főnemesség és a főpapság fegyveresei Bácson egy támadó hadjáratra gyűltek volna össze. A jövedelmeket is hadászati célra szánták, nem pedig a korábbi adósságok kiegyenlítésére.
Aggasztó hírek érkeztek egy közelgő nagyszabású török támadó hadjáratról V. (Neagoe) Basarab havasalföldi vajda útján, aki ugyan szövetségese volt a magyar királynak és fogadkozott, hogy háború esetén nyolcvanezer katonát állít ki, most félő volt, hogy mégis elpártol.
Követeket menesztettek a császárhoz és a pápához, akik megígérték a segítséget, amit ezúttal sem váltották valóra. A bácsi országgyűlésről a főnemesség jó része távol tartotta magát és a király sem jelent meg, a köznemesség viszont annál nagyobb számban. Werbőczy István szomorúan állapította meg:
Ekkorig – úgymond – gyakran sok jó és üdvös törvény alkottatott, melyek az ország javát, nyugalmát és ő felsége hatalmának gyarapodását illették. De soha nem tartattak meg, soha nem hajtattak végre, mindig hasztalanok maradtak. Ennek következtében számtalan végvár elveszett, s azok a melyek megmaradtak, romokká lettek. Megszámlálhatatlan azoknak sokasága, a kiket honfikéz ölt le, vagy ellenség fogságba hurcolt. A királyi felségnek több ízben megszavazott adóból kevés haszon származott. Röviden, az ország és az állam ügyeiben, a honvédelem és az igazságszolgáltatás terén egyaránt, zavar és rendetlenség honosult meg.
 Mivel a haderő toborzásra továbbra sem volt pénz, elsősorban pénzügyeket tárgyalt az országgyűlés. A védelemre két forintot, a kincstárra egy forint húsz dénárt szavaztak meg, amelyet két év alatt kellett behajtani. E célra Szobi Mihály és Paksi Mihály kincstartókat bízták meg, akik egyúttal a rendeket a kötelezettségek betartására szorították volna.
Az új rendszerrel Bornemissza és Korlátkövi Péter szembeszegült, s a kivetett adóknak csak fele folyt be, a várak felújítására nem került sor és a rendelkezéseket a főnemesség egy része csak hellyel-közzel hajtotta végre.
Rövidesen kecsegtető lehetőség kínálkozott: Miksa halála után megpróbálták Lajost császárrá választatni, de nem volt esélyük erre, főleg Spanyolországgal és Franciaországgal szemben nem.
Habár a pápa tartott a spanyol és francia jelölttől, mert esetleg e két hatalom felőrli Itáliát, ezért támogathatta volna Lajost is, hogy Magyarország Spanyolország és Franciaország ellen segítse. A császári koronát V. Károly kapta, s I. Károly néven spanyol király is lett. Így Leó teljes mértékben Károlyt és a spanyolokat támogatta, mire I. Ferenc újabb háborúba kezdett Itália ellen.
1519. április 1-jén hároméves fegyverszünet köttetett Szelimmel. Ez visszatetszést váltott ki több európai országban és a pápában is.
Magyarországon ugyanekkor új, összecsapással fenyegető viszály vette kezdetét a nádorválasztás kérdésében. A tisztségbe végül Báthori Istvánt helyezték. Az ország ebek harmincadjára jutott, s a király saját tanácsadóival is szembekerült egy csehországi utazás kapcsán.
1520-ban meghalt az agresszív Szelim szultán. Utódjáról, I. Szulejmánról sokan úgy vélték, hogy talán békés természetű, akárcsak nagyapja, ennek látszatát keltette, hogy mindjárt uralkodásának kezdetén Behram csauszt Budára küldte a magyar–török béke meghosszabbítására. A tanács a külföldi államok véleményét kívánta kikérni, s szándékukban állt a béke felmondása is, amennyiben a Nyugat melléjük áll.
A velenceiek azt tanácsolták, hogy hosszabbítsák meg a békét, de közben készüljenek föl a háborúra, melybe a pápai államot és a Német-római Birodalmat is vonják be. Csakhogy Velence katonai dotációt nem biztosított és az addigi nyolcvanezer arany segélypénzt tízezerre akarta csökkenteni! A németek és a pápa is hanyagolta a háború kérdését, aminek igen komoly oka volt: 1517-ben egy szászországi prédikátor, Luther Márton a wittenbergi vártemplom kapujára 95 pontos tézist akasztott ki, amelyben vallásreformálást követelt. Luther pápai felszólításra sem volt hajlandó elképzeléseit megtagadni, ezért Leó kiátkozta. Luther nem hátrált meg és a császárral szemben álló észak-német fejedelmek pártfogásukba vették.
Magyarországon a rendek is ellene voltak a tanács háborús tervének és a lengyel király is óva intette Lajost a háborútól. Lajos ellenben a háború mellett tört lándzsát, mivel a békeidőben történő betörések tönkreteszik az országot. Védekező háború helyett Lajos nyílt összecsapásban kívánta eldönteni a kérdést, amelyben ha sikerült győzelmet aratni, hosszabb időre gátat vetne az oszmán terjeszkedésnek.
Szulejmán szunnita birodalmának közben másik nagy ellensége támadt a Közel-Keleten: a drúzok, akikkel később valóságos nyílt háború alakult ki.
Nyugat-Európa felé irányuló hódításaira az adott okot, hogy úgy látta, a Habsburg Birodalom kezd túlzottan megerősödni, másrészt a francia ösztönzés is csak erősítette elhatározásában.

## A háború
A csauszt hosszú ideig Budán tartották és a szultáni dívánhoz hónapokon keresztül nem jött semmi válasz, aminek okán Szulejmán megsértődött és maga döntötte el a kérdést. Az 1521. évre a háború megindítását tervezte.
A meglepő az, hogy ez a háború, vagy más korábbi háborúk nem egy következetes politika eredménye volt. Ennek oka egyrészt, hogy Szulejmán a Nyugat felé figyelt, a másik, hogy az előző török szultánok is mindig olyan országokba próbáltak behatolni, ahol jelentősen meggyengült a központi hatalom, mellyel együtt járt az ország védekező erejének gyengülése is. Szulejmán ezt a háborút Magyarországra nézve nem irányította bármiféle távolabbi célkitűzéssel, vagy alaposabb megfontolással, mint mondjuk a magyarok alávetése. Motiválta ezt a török katonaság igényeinek kielégítése (zsákmány- és földszerzés). Az európai hadjárat előkészítése Szelimhez köthető, mivel ki akarta venni a részét az európai nagyhatalmi politikából, amihez kapóra jött, hogy Franciaország náluk keresett támogatást.
Magyarországnak jól védhető területei voltak északon, keleten és délkeleten, ahol a Kárpátok óvták az országot. A két román vajdaság török hűbéres volt, de innen nagy hadjáratot intézni nem volt tanácsos a török seregnek. A délvidéki részek (a végvidék) viszont – ahol a Nagy-Magyar-Alföld síkságai húzódtak –, nyitottan terültek Szulejmán elé. Itt még a széles határfolyók, mint a Duna is nagy segítséget nyújtottak a török elleni védekezéshez. Ezeknek a folyóknak az áradásai még a hajóhidakat is megrongálták, ezért hajók nélkül az oszmánok nem tudtak volna átkelni a másik partra.

### A két ország hadereje
Magyarország haderejét ez időben tulajdonképpen négy, többé-kevésbé önálló és egymástól független hadsereg alkotta, mégpedig a királyi sereg, valamint Szapolyai János erdélyi vajda, Frangepán Ferenc horvát bán és Báthori István nádor seregei. Ezek közül a királyi hadsereg volt számosságban, felkészültségben (vagyis ütőerőben) a leggyengébb.
Források szerint 1521-ben Szapolyai János erdélyi vajda 15 ezer főt mozgósított, napjainkban azonban csak 5000 ezerre becsülik az erdélyi csapatok számát, mivel a lakosság arányát és területét tekintve az országrész nehezen tudott volna tízezernél több embert csatasorba állítani. A királyi had az ország nagy részéről összegyűlő csapatokkal, zsoldosokkal, segédhadakkal együtt húszezer fő lehetett. Horvátország teljes hadereje kb. hatezer fő volt, Csehország pedig 15 ezer katonát tudott volna biztosítani, 40-50 ezer katonája kellett, hogy legyen az országnak.
A Dunán és mellékfolyóin egyaránt állomásoztak magyar és török flottillák. A magyar hajólegénység többségében környékbeli szerb halászokból és parasztokból verbuválódott, akik a békeidőben szőlőműveléssel és gabonatermeléssel foglalkoztak. Viszont a törököknek sokkal jobb folyami hajóhaduk volt létszám és kiképzettség tekintetében is. A magyar flottillák legfeljebb ellenséges betörések megállítására voltak alkalmasak, mert régóta vettek részt támadó hadjáratban.
A folyók akadályt is jelentettek a magyar sereg mozgásterében, de megvolt a helyzeti előnyük, hogy a mocsaras részeken álló réveket jól meg tudták erősíteni, azonkívül a végvárak a folyópartok azon pontjain álltak, ahol seregek számára alkalmas gázlók voltak. A két legjelentősebb hídfő Szabács és Nándorfehérvár volt a Száván és a Dunán.
A Száva római korban fontos közlekedési csomópont volt. A folyók a modern, géppel hajtott közlekedési eszközök megjelenése előtt a teherszállítás és közlekedés szempontjából biztonságosabbnak és gyorsabbnak bizonyultak. Egy ilyen, hadászati célt szolgáló víziútvonal biztosításához elengedhetetlen volt valamelyik jelentős erősség meghódítása. Viszont ha vár jól meg volt erősítve, az ostrom elhúzódhatott, így az időnyerés is a végvárak egyik fontos funkciójába tartozott a védelem szervezetében.

### Minőségi különbségek a két fél között és a taktika

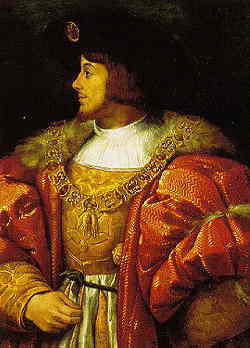
II. Lajos király. Az ifjú uralkodóban gyakran felcsillant a tenni vágyás szikrája, de vagy azért nem cselekedett, mert felelőtlen nevelőjének köszönhetően nem akart, vagy mert később észrevette a feladat roppantáságát

1521 májusában tartott országgyűlésen csak viszályok jellemezték a két tábor között. A legtöbb főúr pozícióikat minél nagyobb haszonszerzésre használta fel.
Augusztus 2-ára kihirdették újabb országgyűlés összehívását, amely a béke, vagy a háború kérdését döntötte volna el, de közbe jött Szulejmán hadüzenete.
Magyarország nem készült fel a háborúra, mert a megfelelő anyagi és katonai hátterek nem voltak biztosítottak, katonaság még a várakban is kevés volt. A hadkiegészítés továbbra is hagyományos nemesi felkelésből (az inszurrekció-ból) állt, melynek felszereltsége a részt vevő egyének vagyoni állapotától függött, de még a gazdagabbak is alig fordítottak erre valamit. Nagyon kevés volt a képzett, reguláris, felfegyverzett katona, vagy zsoldos.
Katonaállítási kötelezettségének több főúr és főpap nem volt hajlandó eleget tenni, akik pedig igen, azok nem az előírt létszámú fegyverest állítottak ki, s az ezekre kiutalt pénzt elsikkasztották. Több esetben önhatalmúlag vonták vissza katonáikat a főurak a háborútól! Megtartották ugyan a közfelkelés intézményét (noha erről elég rossz tapasztalatok maradtak 1514-ből), de ez csak létszámgyarapításra szolgálhatott mindössze, s végszükség esetén vetették volna be. Amellett fegyverforgatásban járatlannak számított, nem rendelkeztek felszereléssel, s a harcban nagyon könnyen megfutamodhattak, a sereg többi részében is rendbontást és káoszt idézve elő. Noha megmaradt a telekkatonaság intézménye, de 1490 óta csak csökkentették a kiállított telekkatonák létszámát a nemesek. 1463-ban száz porta után még 10 katonát kellett kiállítani, 1498-ban már mindössze hármat és 1518-ban is csak ötöt. Sőt a telekkatonákból az urak olykor saját bandériumaikat töltötték fel!
1500-ban a bácsi hadiszemlére kirendelt 10 000 lovasból négyezernek nem volt fegyvere! A nemesi katonák gyakorta méltóságukra hivatkozva nem lettek volna hajlandók kiállni alacsonyabb rangú ellenséges vitézekkel, csakis azonos állású tisztekkel.
A török hadsereget Szulejmán korában átalakulóban volt. Egyre több gyalogos katona kapott muskétát a janicsárok után, s hamarosan már minden gyalogosnak ez volt a fegyvere. A törökök rablógazdálkodása lehetővé tette a nagy mennyiségű lőfegyver beszerzését.
Hosszú évszázadok óta a rohamozáshoz szükség lökőerőt a szálfegyverek (pl. pikák) adták, még a tűzfegyver megjelenésekor is. Ennek oka, hogy a tűz önmagában még nem volt ekkor döntő fegyver, mert minden lövés után a muskétát újra kellett tölteni és nem bizonyult pontosnak sem. Ezért a hadmozgást úgy alakították ki, hogy a tűz az ellenség sorait ritkítja, erejét csökkenti, addig a szálfegyverekkel az ütközetet közelharcban döntik el. A törökök, mivel ázsiai nép, ezért a lovassági rohammal döntötték el a csatákat. Az európai lovasságok (még a nagy tradíciónak örvendő magyar is) ereje elmaradt a törökökéhez képest, tehát fenn kellett tartani a hosszú pikákat, alabárdokat és lándzsákat használó gyalogosokat, hogy valamiképpen ők is tudjanak rohamozni és ha meg akarták védeni magukat a lovassági támadásoktól, így nem használt mindegyikük tűzfegyvert. A magyar hadseregnek a lőfegyverben való ellátottsága is gyenge volt a költségek miatt.
A magyar hadászat kevés gyalogost használt, de azok sem voltak úgy kiképezve, mint mondjuk egy nyugati gyalogos. A lovasság is nagyon rosszul szervezett, a török lovasok fürgébbek, körültekintőbbek voltak és nem voltak tekintettel a rangbeli különbségekre. Hadászatuk vallási előírásukon is nyugodott, mivel az iszlám törvények előírják a keresztények elleni háborút, akiket válogatás nélkül kell pusztítani.
Ahogy nőtt az Oszmán Birodalom, úgy növekedett a katonaságban a zsákmány és a földszerzés iránti vágy, ami tovább ösztökélte a birodalmat a hódítások növelésére, ami Szulejmánt is rávitte a háborúra. A hódításokat rendszerint olyan országok ellen hajtották végre, melyet belviszályok gyötörtek, s most erre alkalom Magyarországon kínálkozott. A nagy tömeghadsereg tudatának formálásában viszont elengedhetetlen szerep jutott a muszlim hitnek, mert számos esetben muszlim országok ellen folyt harc.
A török sereg magvának közismerten a janicsárság és szpáhik számítottak. A törtető katonáknak bizonyuló szpáhik szolgálat fejében birtokot kaptak és minden harcmezőn véghez vitt nagy tett után is jutalmat nyertek, de az irreguláris katonaság is részesült a tímár-birtokokból. Itt is felmerült viszont a probléma, hogy kialakulnak az oligarchák a beglerbégek személyében. Szulejmán ezt viszont szigorúan megrendszabályozta, igaz nem olyan kemény büntetésekkel, mint elődei, akik az engedetlenkedő bégeknek levágták a karját, amennyiben szembeszegültek a szultáni parancsnak, s pláne ha nem vonultak hadba. Szulejmán annak érdekében foganatosította számos intézkedését, hogy a tímár-birtokosok a központi hatalom támaszai legyenek, így nem forgott kockán az anarchia kialakulása mint Európában.
A török sereghez odacsapódó nem reguláris, kevesebb képesítést kapott katonák tömegei közül kiemelkednek az akindzsik és aszabok, akiknek a 15. század második felében már több mint húszezer volt a számuk. Ezek az alakulatok a többitől eltérően sorozott katonaság és aránylag jó képzettséget kaptak. Egy 16. századi magyar gyalogossal, vagy lovassal (leszámítva az elit nehézlovasságot) képesek voltak jól harcolni, igazából a többi nem reguláris csapatnak maradt el a harciértéke a legjobban. További kiegészítést jelentettek a hűbéri függésbe kényszerített államok, a 14. század végén még a szerbek, majd később tatárok, ezzel növelve a sereg létszámát.
Miután a törökök jól megoldották a reguláris és irreguláris erők működését, ezért taktikájuk hatásosnak bizonyult nyílt mezőn az európai seregekkel szemben, így nem volt sokáig számukra okszerű – egyrészt vallási okok miatt is –, a seregek modernizálása, ami Nyugat-Európában állandóan folyt. A 17. századra megváltozott a helyzet, amikor jelentős előrelépés történt az európai hadvezetésben és seregszervezésben, s a török hadseregben nemcsak az aszabok, akindzsik, vagy hűbéresek erői váltak használhatatlanná, hanem a reguláris hadak is, mert kiképzettségük és vasfegyelmük ellenére taktikájuk nem volt jó az európai seregek ellen.
A magyarok is idővel eltanulták a török néhány harcászati alkalmazását, főleg portyázások terén és ezt sikerrel fordították ellenük.

### Nándorfehérvár és Szabács elvesztése

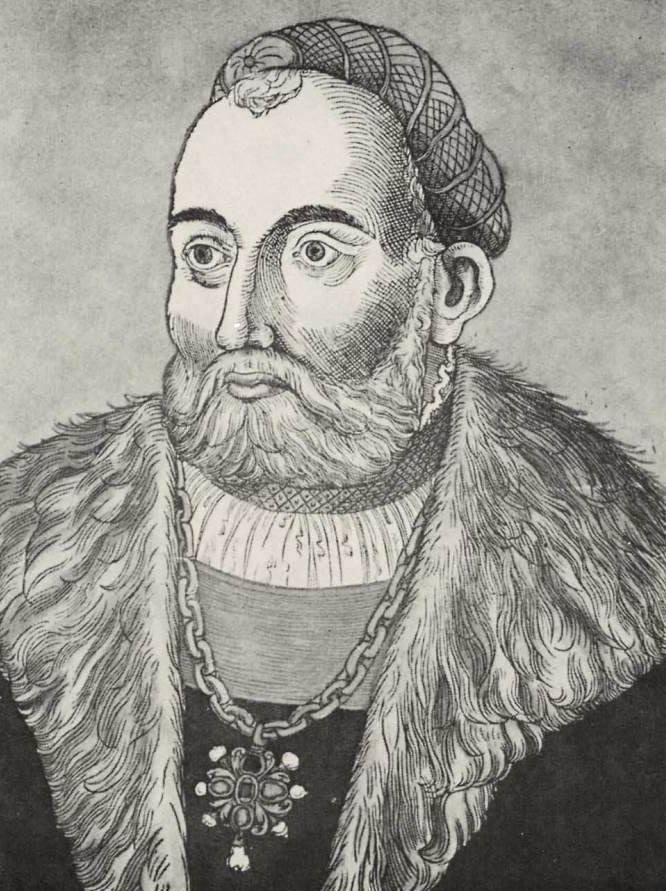
Szapolyai János. Kegyetlenül leverte Dózsa Györgyöt és részt vállalt a parasztok elleni megtorló intézkedésekben. Később maga is látta, hogy ez nem vezetett eredményre, sőt súlyosbította a helyzetet, ezért később megszüntette a röghöz kötöttséget

Szulejmán 1521. május 18-án élete első hadjáratára indult körülbelül félszázezer fős seregével. A diván egyelőre vitatkozott a háború céljáról Szófiában. Piri Mehmed nagyvezír és több vezér azt javasolta, hogy Nándorfehérvárt rohanják meg. Ahmed ruméliai beglerbég ötlete ezzel szemben az volt, hogy a gyengén védett Szabácsot vegyék be és mélyen hatoljanak be Magyarországra, s végül elfoglalják Budát. Ennek azonban igen komoly kockázata volt, mert az egy ponton történt betöréssel elfoglalhatják ugyan a fővárost, de a visszautat a magyar-horvát sereg lezárhatja és ez akár a teljes megsemmisülést is eredményezhetné. Számolniuk kellett ebben az esetben a népi ellenállással is. De Szulejmán hajlott inkább Ahmed tervére, mivel ismerte a nándorfehérvári magyar győzelmet, s tartott attól, hogy megismétlődik.
A török-magyar határon két fontos végvár volt, az egyik természetesen a főerősség, Nándorfehérvár, a másik Szabács, ezek ketten képezték a fő akadályt, hogy délről nagyobb ellenséges sereg törjön be Magyarországra. Ha elesnek, akkor a beljebb álló erősségek már nem lesznek annyira erősek, hogy felfogják a nagyobb erejű támadásokat és a Duna vonalán eljuthattak Budáig. Szulejmán bizonyára ezt is tudta, s megosztotta haderejét. Az európai (ruméliai) török sereg Ahmed vezetésével Szabács, míg az anatóliai had, Piri Mehmed nagyvezírrel Nándorfehérvár ellen vonult. Szulejmán nem sejtette, a magyar haderő annyira gyenge, hogy védekezni sem bír belső területen.
Az ostromlott erősségek közül Nándorfehérvár volt a legnehezebb helyzetben. A várnak az ágyúit az erdélyi vajda egy korábbi hadjáratában elvesztette, a falak gyengék voltak és az őrség csak hétszáz főt számlált. Ennek ellenére a vár védői két hónapig állták a sarat. Augusztus 29-én az ostromot túlélt maroknyi magyar a szabad elvonulás fejében átadta a nagyvezírnek a várat. Hasonló sors várt Zimony és Szabács váraira is.
Kölpény vára, ahol a szerb uralkodók leszármazottja, Jaksics Ilona élt, meghódolt a szultán előtt. De mire a szultáni had megérkezett, addigra Jaksics elhagyta a várat.
Szalánkemén visszavert egy török támadást, de a másodikat nem várták ki és a védők kiürítették az erősséget. A törökök nem helyeztek el minden várban őrséget. A kisebb várakból rekvirált dolgokkal is csak a gyenge Szabácsot erősítették meg.
Az udvarban csak június végén rendelték el a mozgósítást, addig nem is tudták mennyire nagy a veszély. A király rendeletben szólította fel a vármegyék nemességét és a közembereket a felkelésre. A hadak gyülekező területe Tolnában volt, ahová a király és mindössze kétszáz lovasa vonult be. A táborba senki nem követte, mert az országban uralkodó (főleg a parasztok és a nemesek közti) ellentétek okán szinte alig volt ember, aki egységesen fellépett volna a török ellen a haza érdekében.
Augusztus 22-én Tolnában egy nagy nehezen összegyűlt főúri és főpapi bandériumokból, valamint cseh és német zsoldosokból álló sereg elindult Nándorfehérvár felé. Az erdélyi hadak mellett Zentánál is volt egy 17-18 ezer fős sereg. Ezekkel együtt kísérletet akart tenni a király a várak visszafoglalására, miután Szulejmán visszavonul.
Szabács eleste után két nappal a Szávára hajóhidat épített a török és Musztafa pasa irányításával tűzzel-vassal pusztította a Szerémséget, lerombolva több várat. A vidéket felégetve, foglyok sokaságával tért vissza a szultáni táborba.
A magyar erők két támadást hajtottak végre a török csapatok ellen. Az egyiket a nádor vezette, amely egy rövid összecsapás volt Rednek közelében, s gyorsan visszavonult Péterváradra. Szávaszentdemeternél július 10-én vagy július 12-én támadta meg a helyi lakosság a folyón felfelé igyekvő oszmán sajkákat és többet elsüllyesztettek.
További jelentősebb összecsapások nem történtek, leszámítva Báthorynak a Szeremségben a portyázók ellen végrehajtott akcióit.
Szörény elfoglalását már 1521-ben megpróbálták törökök, ez nem sikerült. A következő ostromra pedig három évvel később került sor, akkor a vár elesett.
Nándorfehérvár hosszú ellenállásának köszönhetően már közelgett az ősz, ami miatt az oszmán hadseregnek lassan szedelőzködni kellett, hogy még a tél beállta előtt visszatérjen Ruméliába, ahol a mediterrán éghajlatnak köszönhetően enyhébb a tél és azt a közép-európai telekre érzékenyebb (kiváltképp a kis-ázsiai törökök) katonák átvészelhetik. Szeptember 15-én megkezdte a visszavonulást, de előtte őrséggel erősítette meg az elfoglalt várakat. A török sereg az 1521. évi hadjáratban egy széles rést ütött délvidéki határszakaszon, ezért egy új védelmi szakaszra volt szükség, hogy a következő esztendőben induló offenzívát valamiképp megállítsák.
A két fő erősség eleste kínos dologra mutat rá, a déli védelem elavultságára és hasznavehetetlenségére. Nándorfehérvár ostromakor a legközelebb álló erősségek katonasága kísérletet sem tett a török blokád zavarására mint 1456-ban, hanem a Duna vonala mögé húzódtak. A folyón már nem állomásoztak 1518 óta naszádos erők, hiába próbálta meg őket Báthory András összevonni.
A csapatok lassú mozgását a személyes ellentétek is meghatározták, mint amilyen Szapolyaié és Báthoryé volt. A vajda Lippánál táborozott, Báthory Péterváradnál állt. A vajda minden ürügyet keresett, csakhogy ne kelljen a nádorral együtt hadakoznia. Lajos a nádort és vajdát táborába rendeltette, hogy velük megvitassa a hadjárat tervét. Báthory késedelem nélkül eljött, de Szapolyai még szeptember 20-áig váratott magára. Éppen ezért a király Drágfi János útján megparancsolta, hogy menjen Bátára és a nádori hadat ő vezesse. Végül Bátán döntöttek Nándorfehérvár visszavételéről, mielőtt a török megerősítené. Lajos csapataival Mohácsig menetelt, ahol szeptember 29-én kitört a járvány, amit ezidáig ismeretlen betegség okozott, ezért fel kellett oszaltni a sereget, nehogy annál gyorsabban terjedjen a betegség és a Délvidéket is megfertőzze. Maga a király is beteg lett, ezért haza készült Budára.

### A válság átmeneti enyhülése, majd újabb mélyülés

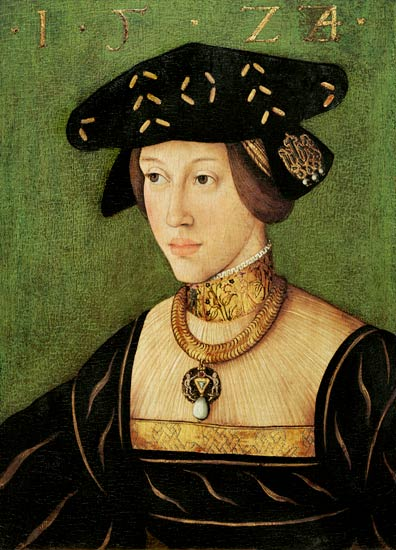
Mária királyné. Szépség mellett politikai tehetséggel is meg volt áldva, valószínűleg sokkal jobban vezette volna az országot, mint férje. Szapolyai megkérte ugyan a kezét, de ő kikosarazta

Nándorfehérvár és Szabács eleste most az egyszer megkondította a lélekharangot az eddigi nemtörődömségek felett. November 19-ére országgyűlést hívtak össze Budára a harc megszervezésére az új adókivetésre. Utóbbinál figyelembe vették a jobbágyok teherbírását, ezért az egyházi és világi éves jövedelmek felerészét és kis javadalmak tizedrészét ajánlották a kincstárnak. Leértékelni kezdték a dénárt, s bevezették a fogyasztási adót, emelték a kamara hasznát, a marhavámokat, stb.
Az országgyűlés haderőreformot is előterjesztett, de későn látták be, hogy kár volt felszámolni a Mátyás-kori hadszervezetet. Új zsoldossereg felállításra törekedtek és felmentették a bárókat a katonaállítás kötelezettsége alól, csak főpapokat és végvári kapitányokat kötelezve bandérium-állításra. A király feladata volt továbbra is a had vezetése, de a sereg megszervezésével két főkapitányt kellett megbíznia, akik a toborzásért, az őrségekért, az ellátásért és a rendszeres szemléért voltak felelősek.
Határozat született az ez évi hadjáratokban elkövetett többrendbeli visszaélések kivizsgálására és megbüntetésére. Felmerült Héderváry Ferenc és enyingi Török Bálintot felelősségre vonása, mert elhagyták posztjukat Szabács és Nándorfehérvár ostromakor. A köznemesség korábbi követeléseinek hangot adva kimondta, hogy foglalják oklevélbe a törvények betartatását és a vétkesek megbüntetését a király által. A főnemesség ezt kezdetben vonakodott elfogadni, de a többségre való tekintettel nem akartak ellenszegülni.
Az országgyűlés határozatai alapján Szobi Mihály és Paksi János lettek a főkapitányok, Werbőczy pedig az egyik kincstartó.
1522. január 12-én Budán megtartották Lajos és Mária esküvőjét. A királyné megkoronázásakor a cseh rendek követei kérték Lajostól, hogy menjen Prágába, ahol fejére tehetik a cseh koronát is, de az urak egy része ezt ellenezte a háború miatt. Ekkor a csehek segítséget ígértek a törökök ellen. A király február 24-ére tervezte csehországi útját és megígérte legkésőbb húsvétra visszatér, amikor újra indulnak a török támadások. Prágába március 16-ára országgyűlés összehívását rendelte el, ahol megtárgyalták volna a török elleni cseh támadást, de a rendek teljesen mellőzték a kérdést.
Idehaza Báthory mint nádor helyettesítette a királyt, de amíg Lajos Csehországban volt, az ország visszasüllyedt eredeti állapotába.
A kivetett adókat egyáltalán nem szedték be, mert annak a városok és nemesek ellenálltak, amit fenyegetés mellett sem fizettek ki és több helyen megvesztegetésre vetemedtek. A beszedett adók más része a főurak zsebébe került, így mindössze tizede jutott a kincstárhoz, s a főkapitányok is tétlenkedtek a törvény betartását illetően, ami miatt nem állhatott fel hadsereg.
Csehországban Zdeněk Lev Rožmitál prágai várgróf és frakciója tartotta kézben az államot. Lajos itt is kísérletet tett a mágnások visszaszorítására azzal, hogy Rožmitál és emberei méltóságait és az államvezetésben betöltött tisztségeit visszavonta, de ez nem tetszett nemcsak a cseh nemességnek, hanem a magyaroknak sem, mivel a várgróf katolikus-párti volt és aktívan részt vett a reformáció csehországi terjedésének visszaszorításában. A csehek számára sosem volt rokonszenves a Magyarországgal való perszonálunió. Helyzetüket nehezítette, hogy a török elleni védekezésre külön adót vetettek ki Cseh- és Morvaországban, s sértette a cseh rendeket az is, hogy a király székhelye magyar területen van.

### 1522-es török támadások

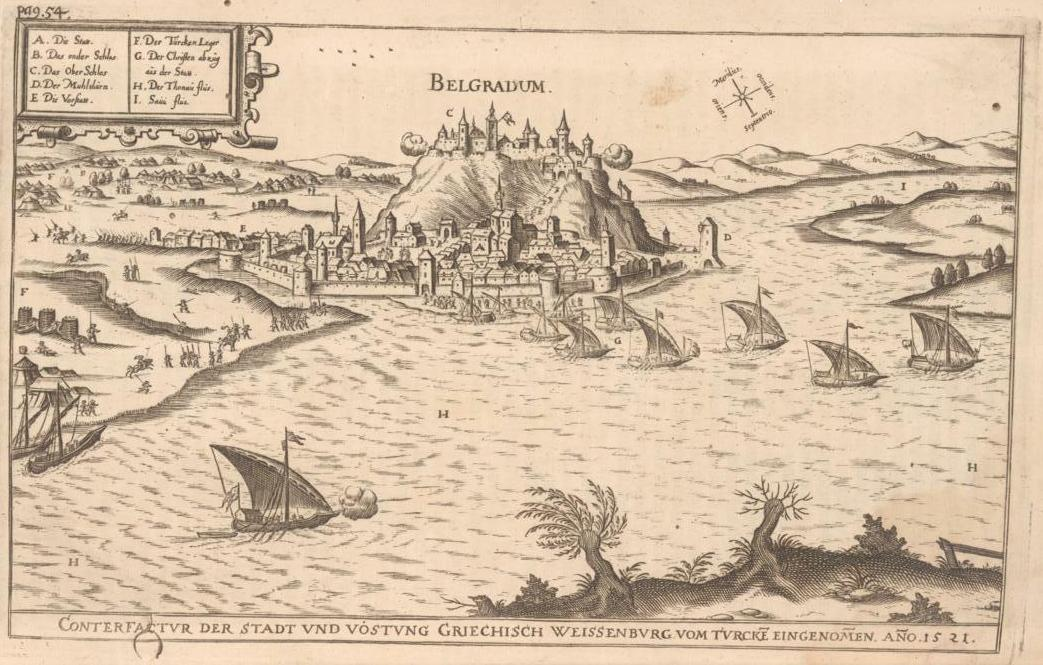
Nándorfehérvár a 16. században

A szultán az 1521-es sikeres magyarországi hadjáratot követően, 1522-ben a Földközi-tengeren keveredett háborúba. Rhodosz szigetén a Johannita Lovagrenddel harcolt területért. Amíg a rhodoszi hadjárat tartott a határmenti török csapatok folytatták a háborút Magyarország ellen. Támadásaik Erdélyt, a Szerémséget és a bosnyák-horvát területeket érintették. Igen hamar elesett Orsova és Péth vára is. A horvát végek élére Lajos a szlovén származású Johann von Katzianert (Ivan Karč), Krajna kormányzóját nevezte ki főkapitánnyá. Eddigre az Al-Dunánál elesett már a legtöbb vár, Dalmáciában pedig Szkardonát vették be a törökök. Klissza ellenben megvédte magát és még egy ostromot kiállt a háború folyamán.
Szapolyai sem tétlenkedett. Az erdélyi török támadásokat megbosszulandóan benyomult Havasalföldre, ahol az ország trónjára V. Radu vajdát ültette, aki hűséget tett a magyar királyságnak. Radunak viszont ezután 1522 és 1525 között háborúznia kellett a törökökkel hatalma megtartásáért. A török ellenfejedelmeket léptetett fel vele szemben, de mindegyiket legyőzte.
Tárgyalásokat folytattak a német-római császárral V. Károllyal. Nándorfehérvár eleste a német fejedelmeket komolyan megrémítette, Károly részben ezért is hívta össze Nürnbergben a birodalmi gyűlést. A magyar delegáció 5000 katonát kért Horvátország, 12 000-et Magyarország védelmére. Károly a török ellen felajánlotta 25 ezer fős seregét, amelyet eredetileg a német rendek a franciák elleni itáliai hadműveletekre szántak, de ezért cserébe a magyarokra, a csehekre és a horvátokra esett volna az élelmezésük és fizetésük. Ennek megfelelően a zenggi püspök Désházi István Nürnbergbe ment, ahol meg kellett tárgyalnia mely útvonalon vonulnának be a hadak Magyarországra. Ellenben a török elleni harcra csak háromezer gyalogost ajánlottak fel és Bécsben X. Lajos bajor herceg elnökletével, s a további teendők megtárgyalását is itt kívánták megtartani a magyar-cseh-lengyel küldöttségekkel. Bécsben nem történt meg a tárgyalás az elkövetkezendő hadjáratokról, de a németek hivatkozva az itáliai háborúra nem tudtak pár ezer katonánál többet Magyarországra irányítani. De ha az ország ragaszkodott is volna az egész sereghez, akkor azt olyan feltételekhez kötötték volna, amit Magyarország nem tudott volna teljesíteni.
A bécsi ülést Lajos május 22-ére írta ki. A német küldöttek csak május 25-ére értek oda, míg a magyarok még ennél is később, június 14-én (a nyolcból mindössze kettő, köztük Szatmári György esztergomi érsek). Négypontos mondanivalójukban késedelmüket is mentegetni próbálták, mire igen barátságtalan választ kaptak a német követektől, akik ürügyként használták fel a késést és azt, hogy nem voltak külön cseh delegáltak. A német követek zárónyilatkozatukban az eredménytelen tárgyalást a magyarok hibájának nyilvánították.
Eközben Lajos még Csehországban volt. A tárgyalásokra elküldött több előkelő személyiséget, mint Werbőczyt, vagy Báthoryt. A küldöttség mindent megtett, hogy eloszlassa a kételyeket és azon híreszteléseket, miszerint a magyarok nem akarnak német csapatokat országukban. A háromezer német gyalogos (bajor egységekkel kiegészülve) tényleg megérkezett és néhány horvát várban helyezték el. További segédhadak küldésének kérdését a szeptemberben tartandó birodalmi gyűlésre halasztották. A magyar képviselet megválasztására a nádor országgyűlést hirdetett augusztus 10-ére, ahol hatfős küldöttséget választottak ki. Ezek között volt Werbőczy, egy másik köznemes, két főpap és két országnagy. Ezeknek legelőször Prágába kellett volna menniük, hogy a király visszatérésre bírják és hogy országgyűlést hívjon össze november 3-ára, amelynek a nürnbergi gyűlés rendelkezései alapján kellett volna határozatokat hoznia.

### Az ország kilátástalansága

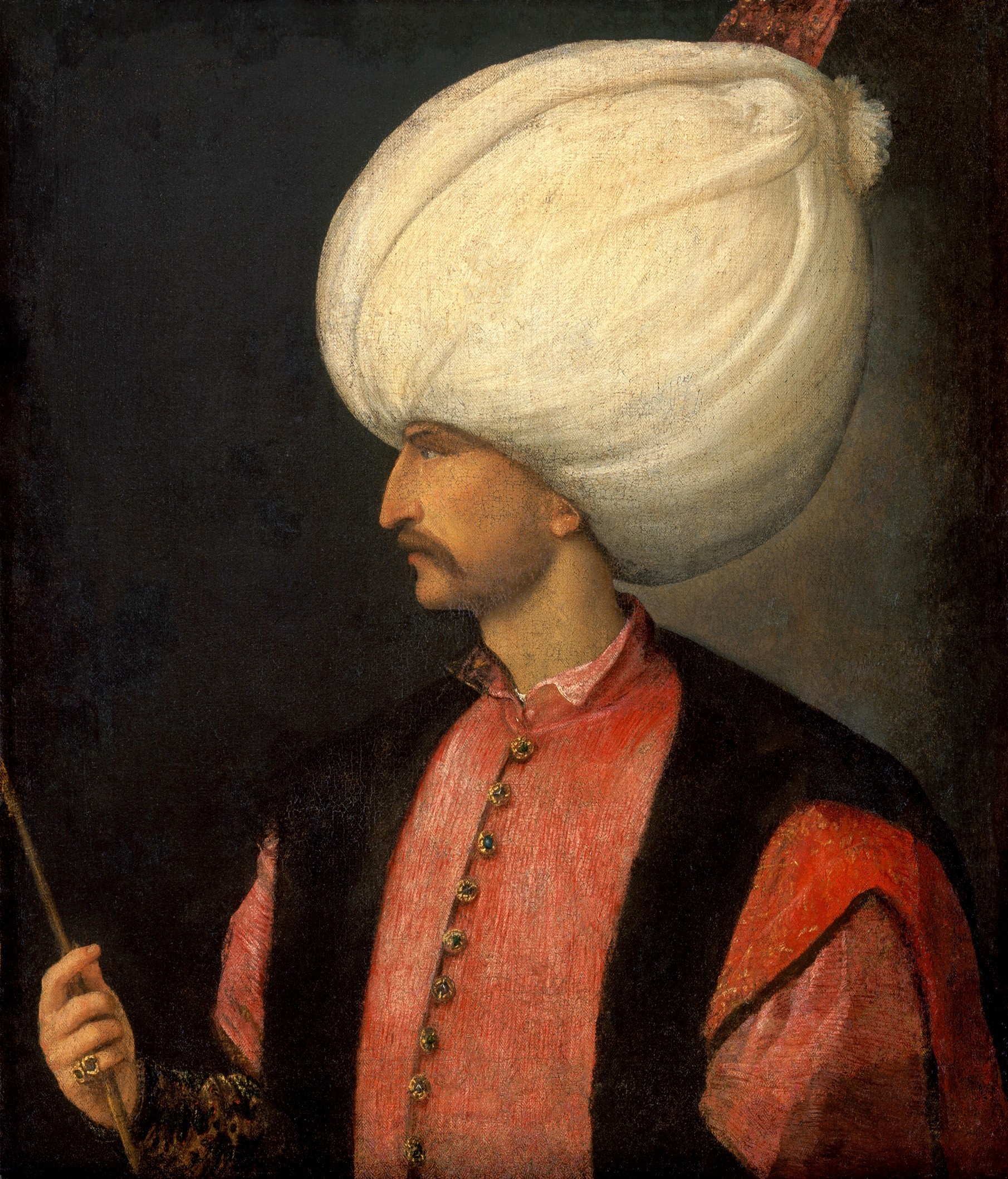
I. Szulejmán, az Oszmán Birodalom legnagyobb uralkodója. Uralkodása alatt Európa legtöbb országával háborúba keveredett és az esetek többségében ő került ki győztesen. Nagy álmát, Bécs elfoglalását sem ő, sem utódai nem tudták elérni

A nem szűnő hanyatlások és a török benyomulások miatt Horvátország már ekkor orientálódni kezdett a Habsburgok felé, akikkel szemben hosszú időn át hűségesek maradtak.
A magyar hadsereg kötelékében szolgáló zsoldosokat megkezdték a déli határra csoportosítani, s újabb gyűlés összehívását tervezték, amennyiben továbbra sem sikerül megfelelő számú katonaságot felállítani.
A nürnbergi birodalmi gyűlésen a magyar küldöttség minden erejével azon volt, hogy rávegye a németeket megígért huszonötezer fős had csatasorba állítására, a cseh hadsereg bevetésére és a többi keresztény állam segítségül hívására. Az egyik küldött Macedóniai László – hivatkozva részben Szulejmán rhodoszi hadjáratára –, kifejtette, hogy a törökök nem kizárólag Magyarország meghódítására törekszenek. Az ország megsegítése mellett kardoskodott Francesco Chieregati pápai nuncius is. A gyűlés december 22-éig halogatta a válaszadást és végül megint csak egy kisebb kontingenst (4000 főt) ígért, amit május 25-ére Sopronba irányít, hogy utána a magyar és horvát várak őrségét erősítsék meg velük. A németek figyelme az itáliai háborúra terelődött. A németek nem sejtették, de talán nem is vették komolyan mi is Szulejmán valódi célja. A törökkel szintén hadban álló Spanyolország is inkább Franciaországot tekintette fő ellenfelének.
Lajos fáradozása némi eredményt mutatott Csehországban, de a cseh rendek abban az esetben harcoltak volna Szulejmán ellen, ha az Prágát fenyegeti. Mindeközben Prágában Ártándi Pál igyekezett meggyőzni a királyt a hazatérésre, addig itthon a következő évi országgyűlést háromszor halasztották el és csak május 4-én nyitották meg, két nappal azután, hogy Lajos hazajött. Zsigmond lengyel király a békekötésre tett javaslatot, ellenkező esetben, a szükséges áldozatok meghozását szorgalmazta. A lengyel indítványt nem fogadta el a magyar állam. És mivel a török megsemmisítésére sem volt lehetőség, ezért az egyik mód az lett volna most is, hogy a törököket ráuszítják Stájerország, Krajna és Karintia területére, ahogy Mátyás is tette. Ez viszont a magyar-német viszony megromlását vonta maga után, különösképp mert Miksa császár a törökök ellen a 15. század második felében vívott határháborúkban Ausztriát is részt vevő félnek tekintette a betörések miatt, így követelte Mátyástól, hogy a török-magyar békében Ausztria is szerepeljen. Különösen veszélyesek voltak a mai Szlovénia területén végrehajtott támadások az osztrák nemesurakra nézve, mert azok szlovén jobbágyai egymaguk harcoltak az ellenséggel, s támadások fokozták a kettejük közötti társadalmi, sőt etnikai ellentéteket.
II. Lajos végül kész volt olyan döntést hozni, hogy adót fizet és átengedi a törököket Ausztriába, de az pápai és császári diplomácia megakadályozta. A magyar vezetés ezért is döntött 1523-ban és 1525-ben is a háború folytatása mellett, de úgy, ha az osztrákok és a lengyelek is bekapcsolódnak.
1523. június 12-én a király és a rendek külön megbízóleveleket adtak Dóczy Ferencnek, akit a nyáron tartandó újabb birodalmi gyűlésre küldtek volna. A nürnbergi ülést viszont egy évre elhalasztották utólag, s megtagadtak minden segélynyújtást azon ürüggyel, hogy sem Csehország, sem Magyarország nem teljesítette a kiszabott feltételeket.
Magyarország azonban még mindig bízott, hogy a velük évszázadok óta baráti viszonyban álló lengyeleket, s a cseheket, románokat, oroszokat, velenceieket és osztrákokat is fel lehet sorakoztatni az oszmán-törökök ellen, de ezt gátolta a magyar belviszály, mint a Báthory elleni támadások, akit hétszázezer forint elherdálásával és pénzhamisítással gyanúsítottak. A vádak hangadói között volt a nádor ellenfele az erdélyi vajda, de a király számított Szapolyai cselére, így Báthory elmozdítását követően maga látta el a nádori feladatokat is.
Utolsó lépésben a háború folytatását vitatták meg, s a szükséges anyagiak előteremtését a füstpénz visszaállításával célozták megtenni. Újra hatályba helyezték a nemesség katonakiállítási kötelezettségét és minden vármegye élére egy kapitány állítottak ki, hogy intézkedjék a megyei hadak felállításáról, akik felé törvény mondta ki, hogy csakis kizárólag a királynak tartoznak engedelmességgel!

#### A vallási szakadás veszélye
1517-ben kezdetét vette a reformáció, amely időlegesen elvonta a német-római császár figyelmét a török és francia terjeszkedéstől. Az új tanok gyorsan terjedeztek német és cseh területen, s félő volt, hogy Magyarországon is meggyökeresedik, bár erre úgy látszott, nem kívánkozik alkalom, a magyar rendek német-ellenességéből fakadóan. Maga Werbőczy is kezdettől fogva elutasította Luther tanait, de számos alacsonyabb sorból származó értelmiségi Wittenbergben tanult, és így kapcsolatba került a reformációval, hazatérve pedig elkezdték az új tanok terjesztését. Ennek legfőbb jelei Sopronban és Körmöcbányán megmutatkoztak. Magyarországon György őrgróf lutheránus lett.
Mária királyné, aki szintén a reformáció híve volt, szívén viselte az ország sorsát. Gyakran segítette Lajost kormányzásában és több levélben intette Györgyöt és Albertet.
1523-ban az országgyűlés rendeleteket alkotott a reformáció terjedése ellen, melynek zálogát abban látta, ha a nemkívánatos külföldi egyéneket, mint Györgyöt, örökre eltávolítják. Ennek dacára a német udvarnokoknak és az őrgrófnak esze ágában nem volt távozni az országból.
Csehországban viszont kitört a katolikus–evangélikus villongás azzal, hogy a wrocławi püspököt is elkergették a lutheránusok.

#### Utolsó kísérletek az ország megmentésére
Közben az élvhajhász Leót VI. Adorján pápa váltotta föl, aki nyomban segítséget ígért a törökök ellen a magyaroknak. Ehhez százezer arany költséget és nagyszámú hadsereg toborzását nyilatkozta, s a német császárhoz, valamint a magyar udvarhoz menesztette követeit, Antonio Giovanni da Burgio szicíliai bárót és Tommaso De Vio gaetai bíborost.
Adorján halála után VII. Kelemen pápa továbbra is ébren tartotta a török elleni nagy támadó háború ügyét. De Viot visszarendelte Németországból, helyébe Laurentio de Campeggio bíborost küldte, míg De Burgiót meghagyta nunciusnak Budán.
Campeggio küldetésének kettős célja volt. A pápa Magyarországot nemcsak az oszmán hatalom elleni védekezés miatt kívánta fenntartani, hanem hogy a német császár, s a francia és spanyol király ellen is felhasználhassa később akár katonailag, ahogy Leó szándékozta. A pápa sokat tett a pártviszályok lecsillapítására, de váratlan fejlemények következtek be, mert a királyné káplánja evangélikus tanokat hirdetett. Némelyik nemes önkényesen lépett fel a lutheranizmust terjedése ellen, noha az a királynak volt csak jogköre.
Magyarország nem tudta a külföldi segélyt biztosítani, annak ellenére, hogy diplomáciája részleges sikereket ért el, s mikor egyedül maradt, parancsoló szükségességé vált a harc folytatása, nem épp alkalmas időpontban. A király hatalmát mindennek tetejébe törvények korlátozták, mert még a katona-állítás is tanácsi jóváhagyáshoz volt kötve.
Időközben ismét híreket kaptak egy 1524-re tervezett nagy szultáni hadjáratról délvidéki, havasalföldi és lengyel forrásokból. A perzsa sah is egy libanoni manorita szerzetest, Petrust elküldte Magyarországra azzal az üzenettel, hogy Szulejmán határozottan Magyarország elfoglalására törekszik.
Lajos 1524. február 4-én közölte Kelemennel, hogy nem képes ellenállni a töröknek, ezért előbb-utóbb kénytelen lesz meghódolni, mert mivel korábban Leóra hallgatott, azzal elvesztette Nándorfehérvárt. A veszélyt Csehországra, Ausztriára és Magyarországra nézve csak fokozta a perzsa-török béke.

### Török hadjárat 1523 és 1525 között
1523-ban a török folytatta terjeszkedését és elfoglalta Horvátországban Osztrovicát, de 1524 elején másodszor is sikertelenül ostromolta Klisszát, Szörényt ellenben sikerült bevenniük.
Ebben a reménytelen helyzetben az egyetlen ember, aki még szembeszállhatott a törökökkel Tomori Pál volt. Korábban katonaként is sokra vitte, de nem vágyott annyira a katonai, mint inkább az egyházi pályára. Járt a portánál és többször harcolt a törökök ellen. 1523-ban Kelemen pápa utasítására töltötte be a kalocsai érsekséget. Többen úgy vélték, hogy kiváló hadvezér, noha korábbi jelentősebb török elleni sikereikről ma sincs adat.
Tomori hadak szervezésébe kezdett és júniusban már elindult a Délvidékre. Augusztusban felmentette Redneket és Szávaszentdemeternél szétverte Ferhád pasa seregét.
Az 1524. szeptemberi országgyűlésen a köznemesség hangot adott felháborodásának, mert szerintük a főurak kivonják magukat a közteherviselésből. Ismét felhorgadtak a soviniszta érzelmek: követelték, hogy az összes külföldi, a lengyelek kivételével távozzék az országból. Követelték, hogy a főuraknak a kilenced-jövedelmükből tartsanak fegyvereseket, veressenek jó minőségű pénzt és újra legyenek köznemesi tagjai a királyi tanácsnak.
Mialatt a nemesek egymás ellen acsarkodtak, a törökök elfoglalták a Szörény melletti Pethet.
Délen Jajca még állt, amit Batthyány Ferenc a nehézségek ellenére megvédett, de 1524-re a magyar-bosnyák-horvát határszakasz összeomlott, így a vár már nem képezett annyira szilárd erősséget, melyet még Mátyás foglalt el a töröktől 1463-ban. A megmaradt végvárak eltartása is csak gondot okozott. A déli területek rengeteget szenvedtek a török betörésektől és tömegével hurcolták el a lakosságot, másokat megöltek, vagy földönfutóvá tettek. A menekülők az ország belső területei felé (az Alföld és a Dunántúl irányába) vették az útjukat, számukat a következő évtizedekben még sokan fogják gyarapítani.
1523 őszén Bécsújhelyen ismét találkozó volt II. Lajos és I. Ferdinánd között amin De Burgio és Campeggio, valamint lengyel részről Krzysztof Szydłowiecki vettek részt, s képviseltette magát a moldvai vajda is. A török ellen egy százezer fős pápai-magyar–német-lengyel-osztrák sereg felállításának előkészületét kezdjék meg. II. Lajos hatvanezer katonával fogadkoztak, Ferdinánd némi vonakodás után tíz-tizenkétezret ajánlott fel, míg Szydłowiecki nem jutott konkrét elhatározásra, Mivel a magyar uralkodó változatlanul a három ország szövetségét szorgalmazta, ezért békét teremteni törekedett a német lovagok és a lengyel király között, mely tulajdonképpen a bécsújhelyi találkozó egyetlen eredménye volt. Moszkvát is megpróbálta bevonni a szövetségbe, de nem sikerült és a nagy sereg felállítására sem került sor a nehézségek és Zsigmond elhatárolódása miatt. Ferdinánd ugyanakkor Horvátország átengedését kérte a horvát urak felkérésére, hogy védhesse saját országát, amibe természetesen Lajos nem ment bele.
Ferdinánd testvérének Károlynak 1523. december 18-án érezhető pesszimizmussal számolt be a magyarországi aggasztó helyzetről: „Magyarország ügyei olyan állapotban vannak és úgy kormányoztatnak, hogy félek: ígéretük csak füstnek bizonyult, a két év előttihez hasonlóan, így aztán ha a török, Isten ne adja, feljön, úgy gondolom elveszünk, előbb ez a királyság, utána meg az én tartományaim.”
Tomori lázasan fogott hozzá egy új védvonal kiépítéséhez jóval Nándorfehérvár eleste után. Ennek kulcsa most Pétervárad lett, köré csoportosult Cserög, Szalánkemén, Szávaszentdemeter, Titel és Újlak.
1525 júniusában Jajca Frangepán Kristóf fáradozásával kiállt egy újabb ostromot. A háború alatt egyszer sem egyesültek a hadak és rendszerint külön-külön harcoltak a törökök ellen kevés sikerrel.
Tomori Nándorfehérvár, Kolics és Szabács vidékén portyázott, nyílt összecsapásokra nem volt ereje. A kalocsai érsekség teljes jövedelmét hadicélokra használta és olykor az Oszmán Birodalomba kereskedett, csakhogy pénzhez jusson. Az év elején lemondással fenyegetett, ha nem utalnak neki a hadjáratokhoz szükséges pénzt. Az elkövetkező félévben már egyre kevesebb javadalmazást kapott. A pápai legátusok is nyújtottak némi segítséget neki, hogy háromszáz katona zsoldját vállalták el.
Tomori hadjáratai alatt meggátolta azt, hogy a Szerémség török uralom alá kerüljön. 1526. január 12-én benyújtotta lemondását, de maradásra bírták. Azonban borúlátó volt a jövővel kapcsolatban, hiába volt tehetséges katona, a fejetlenséget, a szervezetlen és elégtelen létszámú haderő hatékony irányítását és a török elleni hathatós védekezést nem tudta megszervezni. Jól tudta, hogy egyetlen nyílt csatában elszenvedett vereség elegendő az ország pusztulásához, éppen ezért nem a háború folytatására, hanem békekötésre törekedett, amikor titokban tárgyalt a török követekkel.
Az 1524. március 21-én tartott újabb nürnbergi birodalmi gyűlés sem tett sokat az országért, jóllehet a magyar küldöttség megnyugtatására ígértek tízezer katonát, amelyhez pénzt lettek volna hajlandók fizetni. Ezt a pénzt ha a török támadás nem indulna meg eltették volna a következő évre, mert akkor a gyorssegély feleslegesnek bizonyulna. Ferdinánd megpróbálta az ígért katonaságot kétszer akkorára emelni, de a rendek április 12-én a szerényebb javaslat mellett foglaltak állást, hogy a pénzt 1525-re fogják befizetni.
Az 1524. évi török hadjáratot a szultán egyiptomi problémái miatt nem indította meg, de a tervezett török-ellenes hadjárat is kárbaveszett, így a szerbiai és boszniai török erőket sem gátolta semmi a terjeszkedés folytatásában.

### Az ország közelgő összeomlása

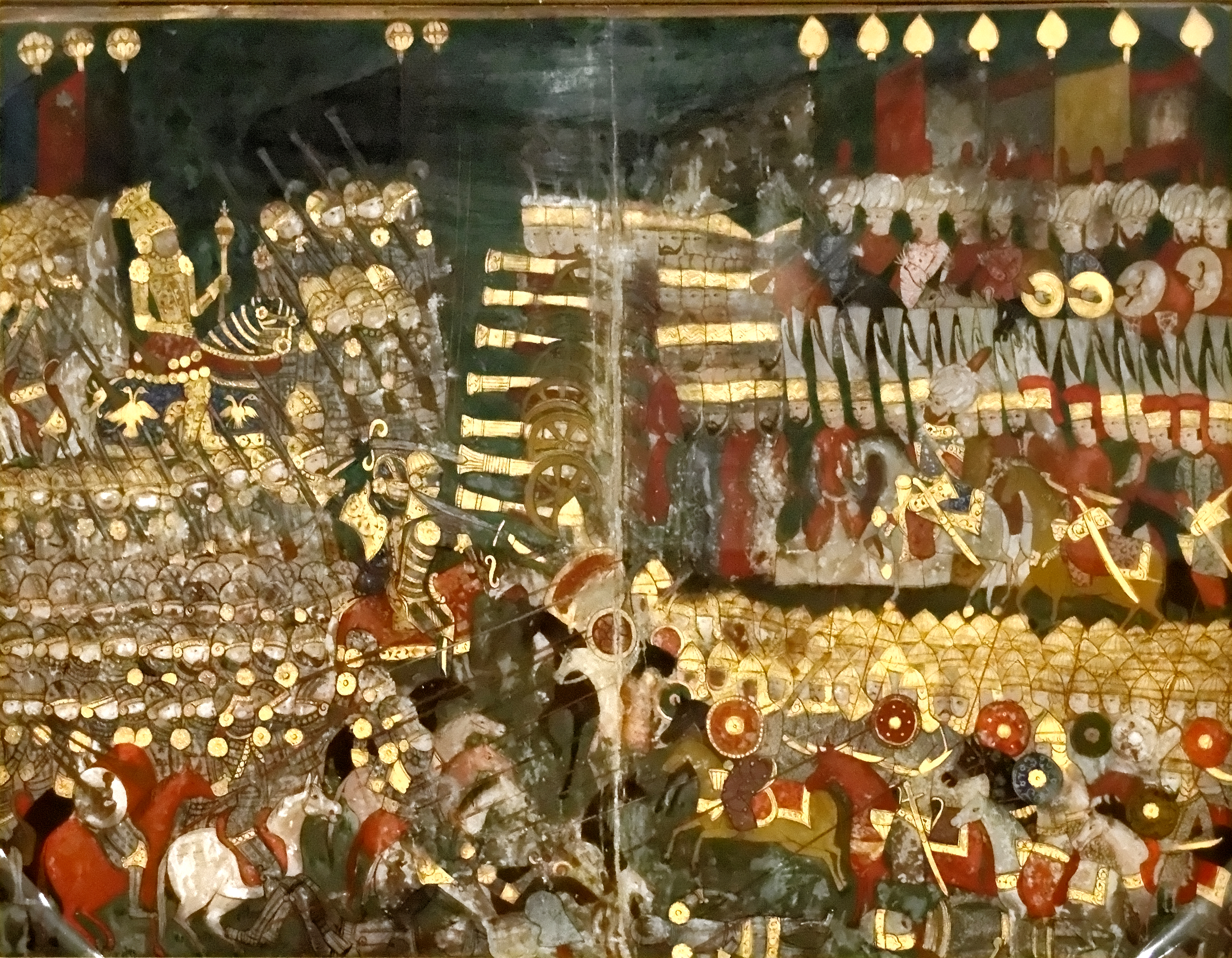
Korabeli török miniatúra a mohácsi csatáról

1525. május 7-ére még egy országgyűlést hívtak össze Budán. Itt visszavonták a Fuggerek bányaszerződéseit, s a Thurzók néhány számadását, hogy valamiképp pénzhez jussanak, s megválasztották Werbőczyt nádorrá, aki 1526-ban azonban lemondani kényszerült, s visszahelyezték Báthoryt. A gyűlésen a köznemesség fegyveresen jelent meg, erőiket a király felszólítása ellenére sem voltak hajlandók visszavonni. A tanácskozást végig idegengyűlölet és vádaskodás kísérte, ilyen volt Szerencsés Imre alkincstárnok megvádolása, s az idegen diplomaták kiutasításának követelése, melynek oka állítólagos kémtevékenységük.
A franciákat időközben leverték a paviai csatában és a királyt is elfogták. Az I. Ferenc és V. Károly közötti madridi békét – melynek megkötésében a magyarok is szerepet vállaltak –, a francia király rövidesen felrúgta, majd szövetségre lépett a pápával, így az ország ismét elszigetelődött a Nyugattól.
Május 11-én a nemesség gyűlése egy budai templomban folytatódott, ahol szóba se került a török háború ügye. Tomori állandóan figyelmeztette az urakat, hogy hagyjanak abba a viszálykodással, mert az ország végveszélybe jutott. De a tönk szélére került királyság sorsa meg volt pecsételve.
Sem a pápai követek, sem a pápa manifesztumai nem bírták jobb belátásra a nemességet.
Hatvanban egy másik országgyűlést is megtartottak, Lajos tiltása ellenére.
Werbőczy megválasztásával azonban Szapolyai hatalma lett nagyobb, mert Werbőczy tőle függött. De még a király is egyre erősebb ellenszenvet táplált az urakkal szemben, amely már lényegében kezdettől fogva tartott, amikor látta, mennyire saját úton járnak.
A rákosi országgyűlésen még elrendelték ugyan, hogy a főpapok és a főurak állítsanak bizonyos létszámú fegyverest, s a jobbágyok egyötödét, szükség esetén minden mozogni tudó férfi jobbágyot hívjanak hadba. Azonkívül a királynak két főkapitányt kellett választania. A nemesek úgy találták, hogy a királyi jövedelmek elégségesek a hadi kiadások fedezésére, de a király úgy vélte, hogy ezt alaposan túlértékelik és fenyegetett, hogy elhárítja magáról a felelősséget az ország védelméről, amennyiben tényleg külső támadás következne be.
Lassacskán csak bebizonyosodott, hogy Lajos nem képes élni a neki kínálkozó legapróbb lehetőségekkel sem. A kedélyek nem csillapodtak és az új kincstárnoknak kinevezett Thurzó Elek szintén nem volt képes adóbehajtásra.
Június 2-án a király döntött az inszurrekció összehívásáról, de a maga részéről semmi pénze nem volt még egy hitvány bandérium felállítására sem. Ekkor a pápai nuncius azt tanácsolta, hogy adóztassa meg a nemességet, s ő maga is ötszáz arany adó kifizetésére ajánlkozott. Erre válaszul a többi főúr és pap felajánlott kisebb-nagyobb összegeket, katonaságot, s a pénz előteremtésére ingó és ingatlan vagyonok áruba bocsátását, továbbá a jobbágyok behívását.
Habár az ígért pénzek egy része rövidesen eljutott a kincstárhoz, melyekből kifizették a hiányzó zsoldokat és néhány egységet felszereltek, de hamarosan megint pénzhiány lépett fel és további kiadások fedezésére nem volt lehetőség. Nem jutott így például Klissza védőinek, vagy Tomori katonáinak fizetésére sem.
Időközben De Burgio is kapott huszonötezer aranyat a pápától, s ebből négyezer gyalogos felállításával bízta meg a király, ám a nuncius – mivel nem akarta feleslegesen elfecsérelni pénzt –, ezért csak akkor tett volna eleget a kérésnek, amennyiben tényleg sor került a török elleni hadjáratra.
Pápai engedéllyel június 17-én kimondták, hogy templomi aranyak és ezüstök felét pénzzé verjék, de ezek átadására sok helyen nem voltak hajlandóak. Tomori is megüzente, hogy nem akar egyházi kincseket értékesíteni.
Thurzó képtelen volt megbirkózni ezzel a zűrzavarral és benyújtotta lemondását, amit a király értelemszerűen nem fogadott el.
Látom, hogy mindenki csak az én személyemben keres magának kibúvót és mentséget. Személyesen jöttem el ebbe a nagy veszedelembe azért, hogy az ország megmentésére és a ti jólétetekért a saját életemet a szerencse minden változásának kitegyem. Hogy tehát senki se találhasson az én személyemben mentséget a saját gyávaságára, s hogy engem semmivel se okolhassanak, a mindenható Isten segítségével holnap és magam személyesen fogok elmenni veletek oda, ahová mások nélkülem menni nem akarnak.
A Cseh Királyságban is visszaállt az oligarchák hatalma. Rožmitál és pártja visszanyerte 1525-re minden 1523-ban elvett kiváltságát és posztját, amit saját maga hasznára gyümölcsöztetett, ugyanúgy nem törődve országa érdekeivel, nemhogy a Csehország és az Oszmán Birodalom közötti tényleges háború megindításával.

### Elmaradt törökellenes hadjárat
Szeptember 29-én még egy országgyűlést hívott össze Lajos Budán, amin elrendelte a tized kifizetését és eddigre lefoglalták a teljes Fugger-vagyont Magyarországon. Ennek behajtását Szapolyai akadályozta meg, ezzel nemcsak a kincstár esett el a haszontól, hanem korábbi hátralék-folyósítóját vesztette el, további üzlet folytatására pedig nem maradt tőkéje.
A király haditanácsa Tomorit jelölte ki egy török ellen indítandó sereg élére, melynek gyülekező területe Pétervárad alatt volt. A nyílt parancs szétment a főurak között, hogy valamennyi bandérium vonuljon Tomori táborába, de csak Török Bálint, Ráskai Balázs bandériumai és szekszárdi bandériumok, az esztergomi érsek, a pécsi püspök, s az esztergomi káptalan fegyveresei vonultak be. Részben hitetlenkedéssel fogadták a közeledő török támadást, részben pedig féltékenyek voltak Tomorira. A nádor ráadásul olyan kijelentést tett, hogy ő alacsonyabb rendű „paraszt néppel nem száll táborba”, s Budán is közölte, hogy a nemesség csak a király személyes fellépése esetén kész fegyvert ragadni a törökök ellen.
A király és környezete aggodalommal figyelték Szapolyai lépéseit. Tartottak attól, hogy privát bosszúvágytól hajtva elhanyagolja a török elleni háborút, sőt talán átállna a szultán mellé. Bár az ellene felhozott, különböző súlyos vádak némelyike esküdt ellenségeitől származott, de nyilvánvalóan vágyott a magyar trónra, s reménykedett abban, hogy Lajos előbb-utóbb utód nélkül hal meg.
Az azonban nem bizonyítható teljességgel, hogy akár saját erejéből, akár török segítséggel akarta volna célját elérni. Ő is némileg komolyan kezelte a törökkérdést, de mindinkább Erdély védelmére gondolt, ezért nem akart Tomori alá vonulni. Meggyőződése szerint a szultáni haderő Erdélyt fogja célba venni 1526-ban, ezért márciusban közfelkelést hirdetett. Erre ellenfelei azzal vádolták, hogy lázadásra készül. Maga Behram csausz is felvetette azt, hogy árulók vannak a főurak sorában, így a gyanú egyből Szapolyaira terelődött. Terjengtek olyasféle hírek, miszerint Vidinben érintkezésbe lépett az ottani pasával, akivel a szultánnal kötendő különbékéről tárgyalt. Szapolyai az ellenségei oldalán nem volt hajlandó a törökkel harcolni, melynek sorában ott volt a király is. Inkább saját területei védelmében háborúzott volna a szultánnal.
A lengyelek és a törökök 1525. november 15-én hosszas tárgyalás után fegyverszüneti egyezményt írtak alá. Lengyelországra most már végképp nem számíthattak.

### Az 1526-os török hadjárat

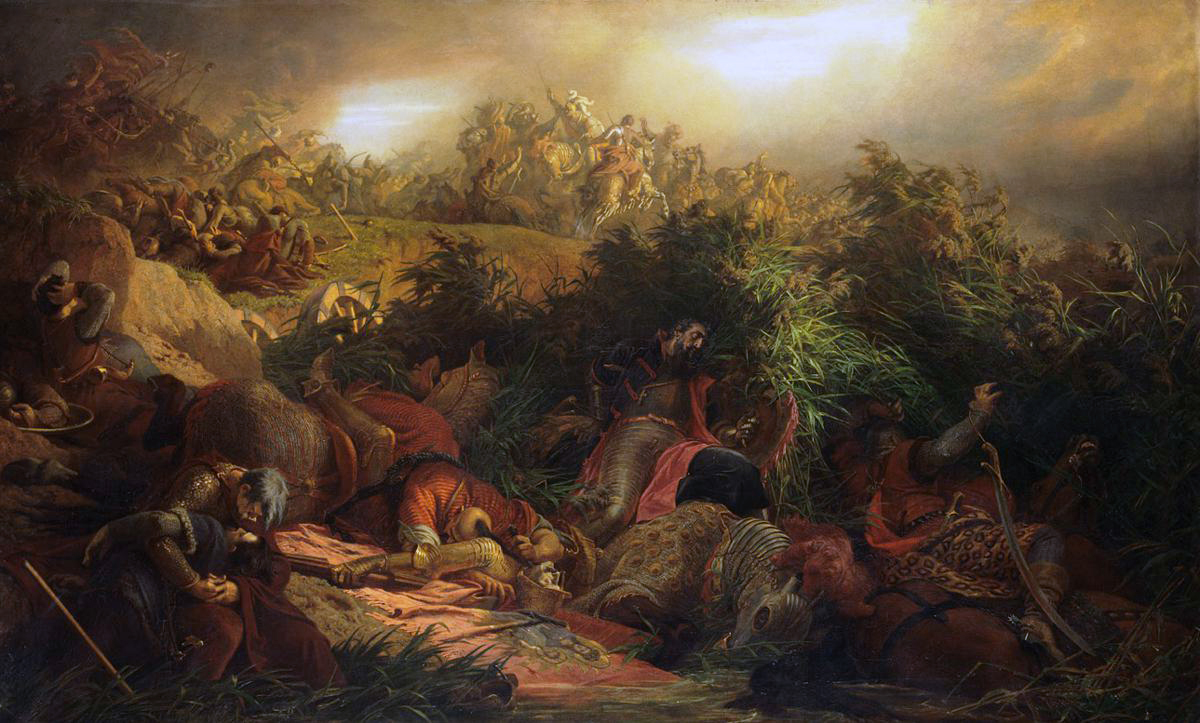
Székely Bertalan: A mohácsi vész

A vencsánci vajda Bakith Pál hozta 1525 végén a hírt, mely szerint Konstantinápolyban a következő évre nagyszabású hadjáratot terveznek, melynek élén a szultán állna. Perzsiával egyre békésebb lett a viszonya az Oszmán Birodalomnak és a határmenti összecsapásokban nagy hírnevet szerzett Bali nándorfehérvári bég is biztatta a szultánt, így már más nem jöhetett szóba, csak a magyarországi hadjárat.
Ezt látszott bizonyítani törököknek aktív felderítő tevékenysége a végvidéken és a Kárpátok körül.
A védelem szervezésével már öt éve nem törődtek, s most ebben a kritikus pillanatban már nem tehettek semmit, de látszólag nem is akartak. Tomori elmenekült a fővárosból, miután minden figyelmeztetését semmibe vették, De Burgiotól azonban még kapott némi pénzt, hogy 200 huszárt zsoldban tudjon tartani. Tomori a pápánál jelezte, hogy nem szándékozik megtartani érseki címét és inkább visszatér korábbi pályájára.
De Burgiónak a bíborosok kollégiuma előtt februárban ötvenezer aranyat adott a pápa, amit az nem adott magyar kézbe, nehogy elköltsék, ehelyett nagyszámú gyalogságot állított ki zsoldosokból (németekből, spanyolokból, morvákból és csehekből), amit a királyi hadhoz kötött, s ezek részt is vettek a mohácsi csatában. A pápa levélben kérte fel az államokat, köztük Angliát és Franciaországot, hogy segítsék Magyarországot.
Június második felében a moldvai vajda IV. István tájékoztatta Lajost arról, hogy Szuljemán parancsba adta neki vegyen részt a magyarországi hadjáratban. A fejedelem és az erdélyi vajda által trónra ültetett V. Radu havasalföldi uralkodó viszont készek voltak a török ellen harcolni. Némi tétovázás után utasították Szapolyait, hogy 15 ezer fős seregével nyomuljon be Havasalföldre és egyesüljön Radu és István seregeivel, akikkel együtt majd oldalba támadhatná a szultánt.
Szulejmán mintegy ötven-hatvanezer fős seregével április 23-án indult el. A folyók áradásai miatt lassan haladt, de Magyarországon nem vele, hanem az április 24-ére összehívott országgyűléssel voltak elfoglalva a nemesek. A horvát rendek már január 26-án kijelentették az elmúlt években történt török benyomulások miatt, hogy a Habsburg Birodalomhoz kívánnak csatlakozni. Ezen az országgyűlésen sem felejtettek el fegyveresekkel megjelenni, amit nem a török, hanem egymás ellen vetettek volna be. Az országgyűlés pedig másról sem szólt, mint a korábbi problémákról, a kormányzati tisztségek betöltéséről és a sikkasztásokról. Az utolsó napra hagyták a hadsereg felállítás kérdését. A végeredmény totális káosz lett: összecsaptak egy sor védelmi törvényt és rengeteg megvalósíthatatlan határozat született. A királynak már annyira nem volt pénze, hogy saját ezüst étkészletét kellett elzálogosítania. Az ország javait elkótyavetyélték, képzett katonaság alig akadt, a bandériumok ellátása siralmas, valamennyi vár katasztrofális állapotban volt. Segítséget kértek Lengyelországtól, a német császártól és más európai uralkodóktól. A lengyelek nem volt hajlandóak a fegyverszünet felmondására, Németországban pedig az 1523-ban kitört német parasztháború az ország középső és déli felét lángba borította, amely miatt nem tudott segítséget adni a császár a magyaroknak.

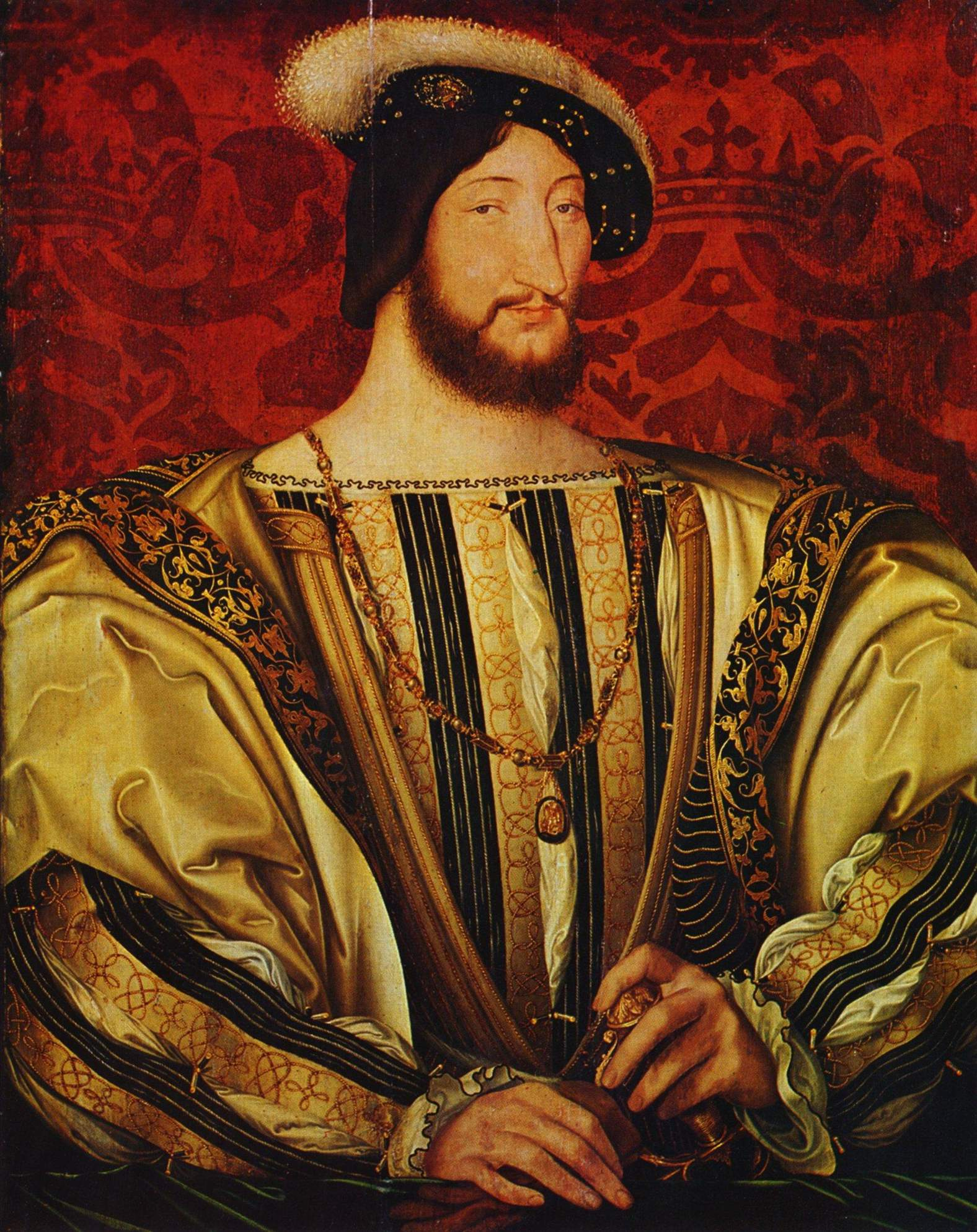
I. Ferenc, a „legkeresztényibb király,” aki az oszmán-törököket a Habsburgok és egyben hazánk megtámadására biztatta

A többi államtól is csupán ígéreteket kaptak, semmi mást. Lajos hatalma már lehanyatlott, noha a török szultán korábban felajánlotta, hogy hódoljon meg és engedje a török sereget nyugatra vonulni, a király mégis az ellenállást választotta, az erőviszonyok reális felmérése nélkül!
Június 2-án közadakozást próbáltak szervezni, s a pápa engedélyt adott arra, hogy az egyházi arany és ezüst tárgyakból pénzt veressenek. A lengyel király körülbelül 3000 katonát küldött segítségül korábban, amelyek a lengyel-török béke után is harcoltak s egy részük küzdött is a mohácsi csatában.
Június 14-én az ezúttal Speyerben tartott birodalmi gyűlésre Lajos király Nádasdy Tamást küldte el, akit július 28-án azzal az ígérettel bocsátottak el, hogy 4000 katonát fognak megszavazni, melyből nem jutott egy sem Magyarországra.
Tomori javaslatot tett hevenyészett erődítményeket emelésére a Száva partján, amelyekkel késleltetni tudnák a törökök előrenyomulását, de nem került erre sor, mert még ezt is költségesnek vélték. Június 30-án a török elérte a Száva torkolatát, ahol arra számított, hogy magyar sereggel találkozik majd. Szulejmán eleinte még nem gyanakodott, úgy vélte, hogy a túlparton találkozik a magyar haderővel.
A mozgósító parancs késve, június 23-án ment szét. A nemesség a király hadbalépése nélkül azonban nem volt hajlandó a nádorral a folyó átkelőhelyét megvédeni. Július 2-ára a tolnai táborban meg kellett volna jelenniük a nemeseknek, de akárcsak 1521-ben, megint csak a király volt ott, bár jelezték neki többször is, hogy a had az aratások miatt nem fog egyhamar összeállni. A Szávánál egyedül csak Tomori figyelte a törököket kétezer fős sereggel, mikor azonban a ruméliai erők átkeltek július 2-4-én, a túlerővel szemben visszavonult.
A nagyvezír vezette török sereg július 28-án, több mint kétheti ostrom után foglalta el Péterváradot, augusztus 8-án Újlakot. Szulejmán augusztus 19-én átkelt a Dráván, de nyílt mezei ellenállásba ott sem ütközött, ezért úgy vélte, hogy a főváros előtt fogják megvívni a döntő csatát.
Lajos július 20-án egy kisebb erő élén elindult a tolnai táborba, ahol két hétig várt újabb csapatokra. Augusztus 6-án a ritkábban lakott mohácsi mezőre tette át a gyülekező helyet, de alig-alig érkeztek bandériumok és egyéb csapatok. Két nappal ezelőtt, Pakson tudta meg, hogy elesett Pétervárad. Bár lassan gyülekezni kezdtek Tolnánál a csapatok, de az idő már véges volt.
Szulejmán Eszéken értesült, hogy a király Mohácsnál van, de még mindig nem hitte, hogy a teljes főhaderővel áll szemben. Akképp vélekedett, hogy ez csupáncsak egy előhad. A Krassó vidékén Tomori hatezer fős seregével megerősített táborban harcolt a török portyázók ellen, s augusztus 24-én sikerült levernie az egyik ellenséges hadat. A királyi haditanács azonban úgy rendelkezett, hogy a Tomori vonuljon Mohácsra, amit már kerülgettek az akindzsik.

#### A mohácsi csata
Tolnán a haditanács már augusztus 6-án fontolgatta a döntő csata megvívását, de ezek a javaslatok hanyagok és nem körültekintőek voltak. Nem volt pontos jelentésük a szultáni had nagyságáról és erejéről. Néhányan, mint Brodarics István, óva intettek a nyílt ütközetbe való bocsátkozástól, de célszerűnek tartották volna, ha a nádor a Drávához siet, hogy megpróbálja feltartóztatni a szultánt. Bár elfogadták a javaslatot, de csak úgy, ha a király is rövidesen követi. Ám a nádor és a többi úr kiváltságaikra hivatkozva a király nélkül egy tapodtat sem voltak hajlandók menni.
Lajos nem tehetett mást, mint hogy augusztus 24-én megindult délre. A királyi had kevesebb mint 25 ezer főt számlált, amelyet a királyi és nemesi bandériumok mellett zsoldosok, horvát egységek és szerbek egészítettek ki, valamint a környékről és az ország egyéb helyeiről összeverődött katonákkal. Az erdélyi csapatok, amelyek ellentmondó parancsokat kaptak, Szegednél vesztegeltek, a horvát-szlavón erők pedig Zágrábnál, míg a német zsoldosokkal megerősített cseh hadak Győrnél állomásoztak.
A fiatal király életében először vezényelt csatát, ezért híján volt minden katonai tapasztalatnak. Tomori a szervezetlen haderőt nem tudta irányítani. Szapolyainak Tomorihoz hasonlóan volt jártassága hadsereg vezetésében, s ha csatlakozott volna a királyi fősereghez, akkor minden bizonnyal némileg ellensúlyozni lehetett volna a két had közötti különbségeket. Lajos seregének nem volt semmilyen konkrét stratégiája a kitartó vitézkedésen kívül, amellyel úgy hitték, csatát lehetett nyerni. Még maga Tomori is a „keresztény ügy” igazában bízott, abban, hogy a sereget Isten irányítja, és vele meg kell nyerni a harcot a pogányokkal szemben.
A szultáni sereg ezzel szemben felkészült volt, állománya meghaladta a királyi seregét, több ágyúval és puskával rendelkezett, lovassága is sokkal képzettebb volt, és Szulejmán jobb stratégiát dolgozott ki.
A csata első szakaszában a magyar nehézlovasság, amely az első vonalban állt, a harcban szétverte a ruméliai hadakat. A második vonalban a király rohamra indult a középső hadoszlopokban a muskétákkal felfegyverzett janicsárok szilárd alakzata ellen. Ez végzetes hiba volt. Heves sortüzek közepette a lovasságot megfutamították, s a hadrend is megbomlott. A Duna mocsarai felé menekülő magyarok közül többen lelték a halálukat ott, mint a csatamezőn. A csatában mintegy húszezer magyar esett el. Odavesztett Tomori Pál, több püspök, az esztergomi érsek és az országbíró. Lajos éppen a Csele-patakon ugratott át, de lova megbokrosodott és levetette a nyeregből. A nehéz páncélzat lehúzta a királyt és az áradó vízben megfulladt.
Ezután a török főhaderőt egészen 1664-ig nem tudták nyílt csatában megállítani.
„…a' király is miután mintegy másfél óráig harczoltak volna, futásnak eredt követőjivel együtt, és Pécs felé törekedék, - de futás közben egy seppedékes patakban, mellynek neve Krassó, vagy Csele pataka, midőn lova a' túlsó partra ágaskodnék, nem bírva terhét, háttal a' posványba esett, és a' királyt is belé fullasztá életének 22-ik évében…”
„II. Lajos testét, mellyet egy halász a' Cselepatak partján elásott, - onnan kivétetvén és királyhoz illő módon felkészítvén, eltemetteté…”

## Mohács következménye

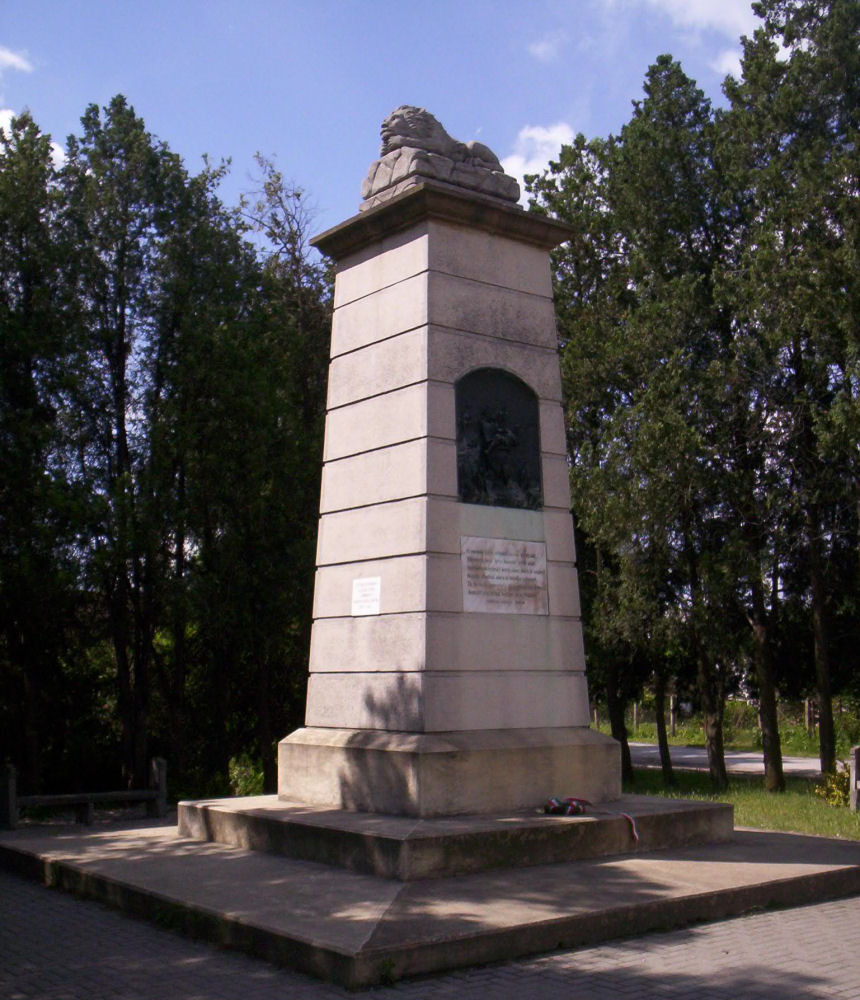
II. Lajos mementója Mohácsnál

A borzalmas mohácsi csata után látszólag eldőlt az ország sorsa. Persze voltak néhányan, akik a zűrzavarból ismételten csak hasznot húztak. A vén Báthory nádor, aki megmenekült a csatából, magával vitte Pozsonyba a pécsi káptalan kincseit és később sem adta vissza.
Három hadsereg maradt az ország területén. Az egyik a német-cseh hadsereg, amely Morvaországból érkezett, de végig északon, a Dunánál vesztegelt. Felszereltségben és képzettségben sokkal jobb volt, mint a magyar banderiális erők, de amint tudomást szereztek a mohácsi katasztrófáról, nyomban kivonultak.
Szapolyai hadereje továbbra is az Alföldön volt, csak nem mozdult.
Frangepán bán mintegy hatezer főnyi horvát serege akkor érkezett a mohácsi csatába, amikor már késő volt, ezért kitért a mintegy tízszeres túlerőben levő Szulejmán elől.
Szapolyai és Frangepán, bár megtehették volna, de nem egyesültek, mert seregeik létszáma nem is érte volna el a megsemmisített királyi haderő létszámát, így együtt sem tudták volna megállítani a szultánt.

### Helyi ellenállások
Mivel az ország belső területein erősebb vár már nem volt, a Duna mentén az oszmán-török hadsereg akadálytalanul nyomult előre Budára. A városnak és a várnak nem volt őrsége, így az szinte a törökök ölébe hullt.
A városban óriási pánik lett úrrá. Mivel nem számítottak arra, hogy a török hadsereg képes a fővárost megközelíteni, ezért a lehetséges evakuálást és a javak mentését nem szervezték meg. A szultán közeledésére eszeveszett kapkodás vette kezdetét. Néhány értéket (köztük a történelmi dokumentáció szempontjából felbecsülhetetlen királyi levéltár egy részét) bárkákra pakolták és a Dunán próbálták Pozsonyba szállítani. A hajók elsüllyedtek, és ezek az értékek örökre odavesztek. A könnyebben mozdítható tárgyakat, mint ékszereket, ruhákat, ötvösműveket Mária még magával tudta vinni, és végig reménykedett abban, hogy Lajos él.
Szulejmán csapatai szeptember 11-éről 12-ére vonultak be Budára. A szultán itt tudta meg, hogy a király elesett. Ekkor rabló martalóc lovas egységeit, az akindzsiket szerteküldte az országban, s az ország a tatárjárás utáni legnagyobb pusztítást szenvedte el, ami belső területeit érte. Nyolc nappal később a törökök megszállták Pestet. Megkísérelték Esztergom és Visegrád elfoglalását is, de nem jártak sikerrel. A megszállók alaposan kirabolták a fővárost.
Az ország egész területén a váraknak csak egy kis része fejtett ki ellenállást a török portyázók ellen. Szembetűnő, hogy nem katonák, hanem egyszerű parasztok fogtak fegyvert és több helyen hevenyészett erődítményeket létrehozva gyakran napokig verték vissza a török támadásokat. A nemesség hosszú századokig lenézően beszélt a parasztokról, tehetetlennek, harcra alkalmatlannak titulálva őket, viszont most megmutatták, hogy önmagukért képesek bátran harcolni. Sokkal nagyobb bátorságot és elszántságot tanúsítottak a népi erők, mint a nemesség, amelynek kötelessége lett volna védeni az országot, de nem tett ennek eleget!
Két ilyen fontos ütközetet kell kiemelni: az egyik a pilismaróti harcok, ahol három napig tartotta magát egy paraszttábor, de végül reguláris hadak bevetésével sikerült elfoglalni. A másik Péterváradnál volt, ahol szerb és magyar parasztok legyőzték a szultán vezette törököket. Ezeken a helyeken, ahol nyílt mezőkön feküdtek a falvak, a lakosság nehezen megközelíthető helyekre, hegyes, erdős és mocsaras szegletekbe vetette magát és ott alakított ki hevenyészett erődítményeket.
Több várba, vagy más erődbe vették be magukat a parasztok. A Tisza és a Dráva mentén helyi szervezkedéssel már kész védelem várta a török támadókat, de sokakat már a mohácsi csata napján ért a támadás, ezért nem volt idejük a harchoz való előkészületre, de akkor is ahogy bírtak, védekeztek, ha mást nem is puszta életüket védték.
Tata és Esztergom, Komárom is sikeresen vert vissza hirtelen török rohamokat, ahol katonák és parasztok mellett még szerzetesek is harcoltak, akik közben a keresztény hittel sarkalták a pogányok elleni küzdelemre a köznépet, így sikerült lelket verni beléjük, akik meg akarták óvni vagyonukat, illetve családjukat attól, hogy rabszolgák legyenek.
A Dunántúl rengeteg szenvedett, de a török pusztító keze elért Miskolc, Gyöngyös és Muhi vidékéig is. Pécset elkerülték a törökök, a de környező vidéket kipusztították.
Szapolyai és Frangepán sem tétlenkedett. Az erdélyi vajda betört török területre Kismarjai Lukáccsal, remélve, hogy kicsalja a szultánt az országból. A horvát és erdélyi csapatok voltak azok amelyek eredményesen zavarták az ellenség sorait és apasztották számukat a parasztság után.
Másik említésre méltó katona Radics Bosics szerb vajda, aki a mohácsi csatából megmenekült katonáival, kiegészülve másokkal vadul tépték a törököket.
Rövidesen a szultán is elrendelte a visszavonulást. A sereg két részre válva haladt, az egyiket a Duna mentén Szulejmán vezette, a másik a nagyvezír Piri Mehmed vezetésével a Tiszánál, Szeged közelében felszámolt egy helyi ellenállást és bevonult a városba.
Szabadka viszont megállta helyét a nagyvezír erőivel szemben. Közben az utánpótlást (élelmet és takarmányt) szállítókat – akikkel újabb török erősítések jöttek portyázásra –, Bosics vajda megtámadta és lekaszabolta, s állandóan zaklatta a szultáni sereget. Szulejmán előőrsei szintén ellenállásra találtak Bács közelében, ahol egy kolostorban védekeztek a bemenekült szerbek és magyarok, akik az egész napot végig harcolták, míg végül elestek.

## Az ország három részre szakadásának előzményei

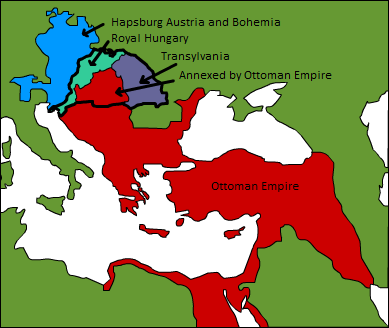
A Magyar Királyság három részre szakadása

Szulejmán egyelőre nem akarta az egész országot birtokba venni, ezért nem hagyott őrséget a fővárosban. Megelégedett volna annyival, hogy a román, vagy a tatár fejedelmekhez hasonlóan a magyar király is hűbéri esküt tesz neki. Mielőtt elvonult volna, felgyújtotta Pestet és magával vitt tömérdek kincset, köztük a híres Corvinák egy részét és a becslések szerint 200 ezer foglyot. Az elfoglalt horvát, délvidéki és bosnyák területeket birodalmához csatolta, amelyek egy része a török kiűzése után is az Oszmán Birodalom birtokában maradt.
Hogy Magyarországot nem vette birtokba, annak több oka is van. A főváros messze feküdt az Oszmán Birodalomtól, ezért megtartani és utánpótlással ellátni sokkal nehezebb feladatot jelentett. Azonkívül a délre fekvő területeket a törökök nem is szállták meg, így az odavezető út sem volt hozzá biztosítva, mert az irreguláris erőknek a lakosság ellen végrehajtott akciói nem jelentettek egyet okkupációval, hanem a köznép kirablását és megfélemlítését, az ország lelki erejének aláásását szolgálták. Mivel már október eleje volt, a török hadseregnek téli szállásra kellett készülnie rövidesen, felfüggesztve a nyári táborozást. Továbbá erős volt a helyi ellenállás.
A Mohácsnál meghalt főméltóságokkal együtt összeomlott az államhatalom. A megcsonkult királyi testület működésképtelen lett, s a központi kormányzati vezetés is alaposan megcsonkult, mert fejeinek nagy része, az ispánok is odavesztek. A szétszórt zűrzavaros helyzetben idő kellett nemcsak a védekezéshez, hanem még a túlélők számbavételéhez is. Mária királyné Szapolyai és mások tanácsára országgyűlés összehívását kezdte meg, a gyűlés napjának november 25-ét tette meg Komáromban. Szapolyai előzetes erdélyi országgyűlés összehívására kapott utasítást, ahol küldötteket jelölhetnek ki. Várday Egerbe térve mozgósítani próbálta az ottani egyházmegyét, felvette a kapcsolatot Szapolyaival és Verpelétten kijelölt táborba próbálta ágyúkkal együtt összevonni az erőket. A szeptember közepén megtartott gyűlésen már öt vármegye követei jelentek meg.
Horvátországban és a Dunántúlon Frangepán állította helyre a rendet. Ő Batthyány Ferenc távolléte alatt Kaproncára hívott össze gyűlést szeptember 23-ára, ahol a horvátok kormányzóvá választották. Rövidesen hozzáfordult segítségért Zala, Somogy, Baranya és Pozsega is, idővel már az egész Dunántúl Frangepántól várt oltalmat.
A török had kivonulása után az összeomlott Magyar Királyságnak talán lehetősége nyílt volna talpra állni, de a következő több mint egy évtized újabb háborúskodást hozott az ország számára.
Szapolyai amint megtudta, hogy Lajos meghalt, nyomban bejelentette igényét a trónra. Róla aztán később olyan hír terjedt el, hogy szándékosan maradt ki a mohácsi ütközetből, hogy a vereség, sőt a király halála megnyissa előtte az utat a trónra. Az elképzelés a Habsburgok idején terjedt el, akik úgy hitték minden eszközzel a trónra tör. Jóllehet az erdélyi vajda Mohácsig háttérben maradt és volt idő, mikor szándékosan kerülte a kiélezést (egyrészt Báthory miatt). Nem bizonyított az sem, hogy kapcsolatban állt volna a törökökkel, ahogy annak hírét megint a Habsburgok később elhintették, ezzel akarták visszavetíteni azt a politikát, amit 1528-tól folytatott, amikor szövetségre lépett a szultánnal. Ő maga kérte a királyt, hogy várjon, mert számottevő sereget visz a táborba. Szegedre érvén azonban már tudhatta, hogy nem éri el időben a királyt, de ha az egész erdélyi sereggel nem is, legalább kisebb fegyveres erővel útnak indult, hogy valamiképp részt vehessen a csatában.
Miután az 1505-ös országgyűlés határozata értelmében a leghatalmasabb főúr kellett, hogy legyen a király, ezért Szapolyaira esett a választás, akinek még tekintélyes létszámú haderő is a kezén volt. János király egy darabig folytatta a törökök elleni harcot és 1526 végén visszafoglalta a Szerémségben többek közt Cserög és Bánmonostor várát. A török elleni harc folytatására tett erőfeszítéseit alapjában ingatta meg, hogy a határvédelemre letelepített szerbek Bácson Cserni Jován vezetésével nagy területre kiterjedő felkelést robbantottak ki, ami az országban az 1514-es parasztháború utáni legnagyobb megmozdulás volt, ugyanakkor a török háború által okozott újabb hasonló pusztítást kellett elszenvednie az Alföldnek, valamint Erdély és Horvátország egyes részeinek.
A Habsburg-Jagelló házassági szerződésre hivatkozva Ferdinánd is bejelentette igényét a magyar trónra. Az osztrák uralkodónak nagyobb esélye volt, mint Szapolyainak, aki mellett legfeljebb csak Lengyelország állt. Szapolyait megkoronázták, de egy hónap múlva Ferdinándot is királlyá választották a melléje állt nemesek, akik többségében az erdélyi vajda ellenfelei voltak.
A szerb felkelés elfojtása után rögvest kirobbant a háború a két ellenkirály között, kínos csalódást is keltve Szapolyai hívei körében. A Habsburg uralkodó serege röpke egy hónap alatt visszaszorította az ország keleti felébe és egyetlen csatában szétverte seregét. János király egy kisebb nyugati sereggel sem tudott megmérkőzni, következésképp a törökökkel szemben sem lett volna képes boldogulni. Épp ezért a szultántól kért támogatást, aki nem akarta, hogy Magyarország osztrák uralom alá kerüljön.
Ugyancsak rövidesen világossá vált, hogy Ferdinánd is rendkívül erőtlen az Oszmán Birodalommal szemben, mert miután Szapolyai megsegítése érdekében a szultán benyomult Magyarországra, Bécset is igen hamar ostromolni kezdte, jóllehet nem foglalta el, de gyors sikerei mutatták, hogy az osztrákok is legfeljebb csak Szapolyaival szemben állják meg a helyüket.

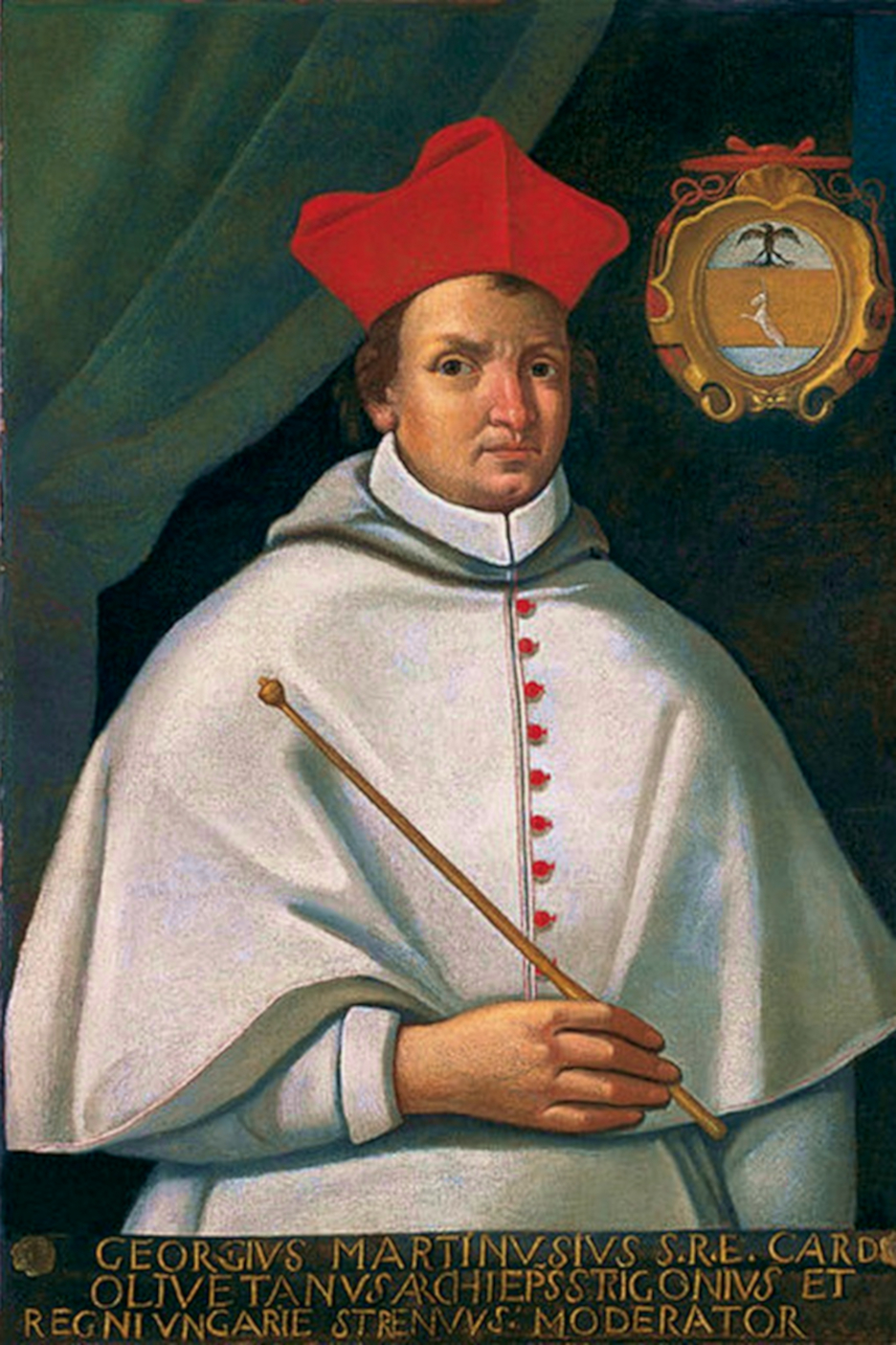
Martinuzzi (Fráter) György portréja, 18. század

A két király között zajló háborúban továbbra is részt vettek tevékenyen török csapatok, de a török segítség egyet jelentett az ország további pusztulásával, hisz a háború magyar területen zajlott és a törökök szövetségesük területeit is éppúgy rabolták.
Szapolyai oldalán ugyanakkor egy másik jeles politikus és egyházi méltóság, a horvát Fráter György, a roppant ravasz, okos politikus is részt vett az ország irányításában.
1538-ban megállapodás született a két király között, amelynek értelmében Ferdinándé lesz a korona, ha János utód nélkül hal meg. Természetesen Szapolyainak fia született, ezért megváltoztatta rendelkezését.
Mivel a szultán ráébredt, hogy a magyarok teljesen megbízhatatlanok, elhatározta az ország teljes elfoglalását. 1541-ben, mikor kiújult a harc az öröklés ügyében, Szulejmán felmentette az ostromlott Budát, majd megszállta. János özvegyének, a lengyel Izabella királynénak és csecsemő fiának János Zsigmondnak adta Erdélyt, amely török hűbéres lesz, míg a középső területeken megszerveződött a Budai vilajet, ami másfél évszázadra fennmaradt. A felvidéki, dunántúli és horvátországi területek maradtak csak Ferdinánd kezén.
Az ország bár olyan elhatározásra jut, hogy inkább egy keresztény állam, jelen esetben Ausztria mellett marad, de itt is azt kell észrevenni, hogy az osztrákok előtt közömbös a török elleni harc és az ország felszabadítása. Számukra Magyarország értéktelennek tűnt, és Nyugaton kívánták befolyásukat és területeiket kiterjeszteni, s nem mérték fel annak a veszélyét, hogy a török milyen könnyen elfoglalhatja Bécset. Erre a hőn áhított prédára azonban az Oszmán Birodalom hiába vágyott és végül ez lett a bukásának forrása. Igazi esélyt a török elleni harcra csak az jelenthetett, ha nemcsak a Habsburg Birodalom és a Magyar Királyság háborúzik a törökökkel, hanem más európai államok is részt vesznek ebben. Egy ilyen nagy koalíció igenis képes volt felülkerekedni a török hadseregen, amit több háború is igazolt, de a török kiűzése még 1683-ig váratott magára.
 …a közös haza iránti szeretet, valamint a királyi tekintély hiányzott, … mintsem a pénz vagy katonák. Hiszen Magyarországot férfiakban, lovakban, fegyverben, aranyban, ezüstben a keresztény világ egyetlen országa sem előzte meg, így önmagában is elég lett volna akkor saját maga megvédésre … Közel 60 ezer olyan nemest számláltak abban az időben Magyarországon, akik lovas szolgálatot teljesítettek; legyőzhetetlen sereg lett volna, ha alkalmas vezére lett volna és ha egyformán lelkesedtek volna a közügyért, és egyformán gondjuk lett volna az egyetértésre.
– foglalja össze tömören az okokat Ludovicus Tubero dalmát történetíró.
A néhol majdnem kétszáz évig tartó török uralom keserves örökséget hagyott maga után Magyarországon: az ország lakossága megfogyatkozott, egész régiók váltak pusztasággá, tönkrement a gazdaság, s az ország elmaradt. A másik súlyos következménye az etnikai összetétel megváltozása, mely röviddel később etnikai ellentéteket okozott és ez elvezetett Trianonig, mely a magyarság legnagyobb katasztrófája lett, Mohácsot felváltva.
Minden vereségért és pusztulásért mégsem tehetjük kizárólag felelőssé a Jagellók rossz kormányzását, vagy a nemesség kicsinyességét és az emberek közötti privát viszálykodást. Figyelembe kell vennünk a logisztikai megfontolásokat és problémákat is, melyeket valóban súlyosbítottak az országban elhatalmasodó kaotikus állapotok, de egy szilárd központi hatalommal és fejlett, jól termelő gazdasággal rendelkező államban is komoly gondokat okoztak. Mindenekelőtt a közlekedési viszonyok gyökeresen eltértek a mostaniaktól. A seregeknek szükségük volt élelmiszerre és vízre, amit azon területen, ahol áthaladtak, nem tudtak mindig beszerezni. A törököknél ez motiválta a rablást széles területen, ezt a célt szolgálták az akindzsik.

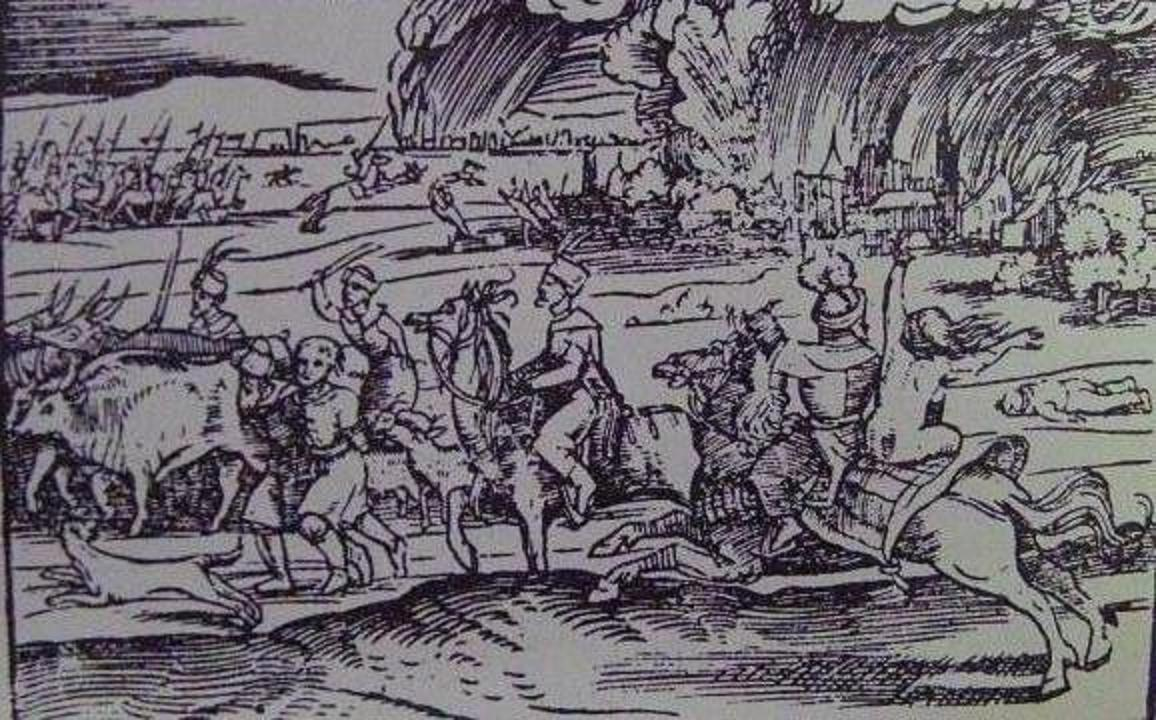
A törökök pusztításai Magyarországon

Elengedhetetlenül fontos az élelem, mivel a katonák erejének és tudatának megtartására fontos a napi táplálék legalább háromszor. A rendszerváltás előtt a marxista-kommunista szemléletű történészek hevesen (és teljesen alaptalanul) támadták a török háborúk több hadvezérét, elsősorban a császáriakat, mint Raimondo Montecuccolit, tehetetlenséggel és ügyefogyottsággal vádolva. Az effajta közlemények, amelyek elsősorban a bolsevik jellegű elszántságot tartják szem előtt és kiszolgálják a pártvezetés igényeit, azonkívül feltétlen német-ellenességet tanúsítanak hivatkozva, több esetben alaptalanul a második világháborúban történt eseményekre, ezért nem veszik figyelembe azt, hogy itt a logisztikai megfontolások miatt döntöttek.
A zseniális stratégaként számon tartott Mátyás király sem cselekedhetett azonnal, ha megfelelően nem volt biztosítva serege utánpótlása. Ennek egyik példája a csehek és lengyelek 1474. évi sziléziai hadjárata volt. Mátyás csak augusztusban jutott el Morvaországba és a boroszlói (wrocławi) táborba is csak szeptember 19-én ért el, míg a lengyelek csak októberben jutottak el oda.
Szükséges a hadi kiadások fedezésére pénz, amelyben a magyar királyi kincstár mindig szűkölködött. A pénzzel történt az élelmiszer egy hányadának beszerzése is.
Továbbá az sem volt világos, hogy merre támad az oszmán sereg. 1526-ban is felmerült egy itáliai, vagy moldvai hadjárat lehetősége, amit csak hetekkel később láttak tisztán. Mindig érkeztek hamis információk a magyar és a külföldi udvarokba, hogy a török szultán kész a háború beszüntetésére, vagy a magyarok akarnak békét kötni és meghódolni.
Kisebbségben volt az a csoport sajnos, amely lelkiismeretesen kezelte a háborút, másrészről törvények és a többi nemes kiváltsága is megkötötték kezüket. Egy főnemes méltósága tiltotta a paraszttal való közös vitézkedést, 1526-ban is nemcsak Báthory idegenkedett parasztokkal közösen hadba szállni.
Mindenekelőtt az volt a kérdés, milyen úton haladhat a magyarság. Szapolyai Jánosban és Habsburg Ferdinándban is csalódniuk kell, mert őket is jellemzik a személyes érdekek és a gyengekezűség.
Az emberek idővel belenyugodtak az ország jelentős területének elvesztésébe, és a megmaradt területeken próbálták a Magyar Királyságot fenntartani. Idővel helyreállt a rend és némileg lecsillapodtak a pártviszályok, ami lehetőséget adott az újrakezdésre.
A rövidebb megszakítások (békék, fegyverszünetek) ellenére a háború 1521-es kezdetétől vagy negyvenhét éven át zajlott Magyarországon a drinápolyi béke megkötéséig. Ezalatt a majdnem fél évszázad alatt ritkán tapasztalt pusztítást szenvedett el az ország, mint az addig vívott háborúkkal együttvéve. Ezt azonban felülmúlta az 1591-ben induló ún. hosszú háború, ahol alig egy évtized alatt véghez vitt esztelen háborús pusztítások, kiváltképp az iszonyú tatár betörések az előző 1521 és 1568 közötti harcok okozta károkat többszörösen meghaladták.
A török kiűzése után sem várt jobb jövő a magyarságra (noha olyan hányattatásokat már nem kellett elszenvedni), s a szabadságért és a nemzet jogaiért újra és újra meg kellett küzdeni.